# Landsknecht
Als Landsknecht (frühneuhochdeutsch auch Lanzknecht) bezeichnet man einen zu Fuß kämpfenden, zumeist deutschen Söldner des späten 15. und des 16. Jahrhunderts, dessen primäre Waffe nach dem Schweizer Vorbild der Reisläufer die Pike war. Obwohl Landsknechte im Heiligen Römischen Reich Deutscher Nation ursprünglich als kaiserlich-habsburgische Söldner angeworben wurden, kämpften sie auch für viele andere europäische Herrscher. Sie galten aufgrund ihrer fortschrittlichen und disziplinierten Kampfweise als besonders schlagkräftig, hatten aber immer auch den Ruf von Plünderern und Marodeuren, die nach ausgebliebenen Soldzahlungen oder bei „Arbeitslosigkeit“ ganze Landstriche verheeren konnten. Das Wesen der Landsknechte entwickelte sich vor allem während der Regierungszeit Kaiser Maximilians I.

## Entwicklung des Landsknechtwesens

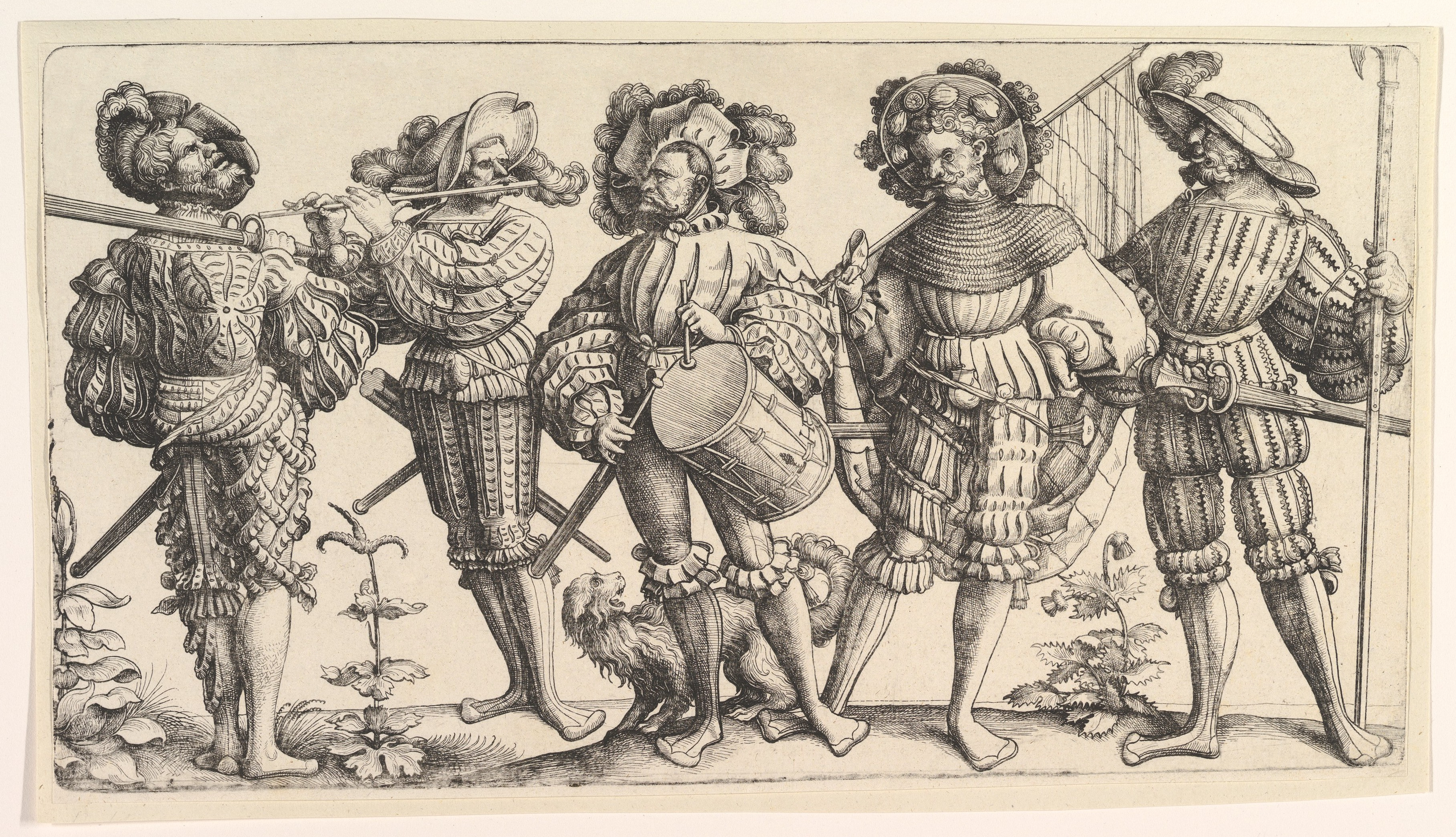
„Die fünf Landsknechte“, Eisenradierung von Daniel Hopfer aus dem frühen 16. Jahrhundert
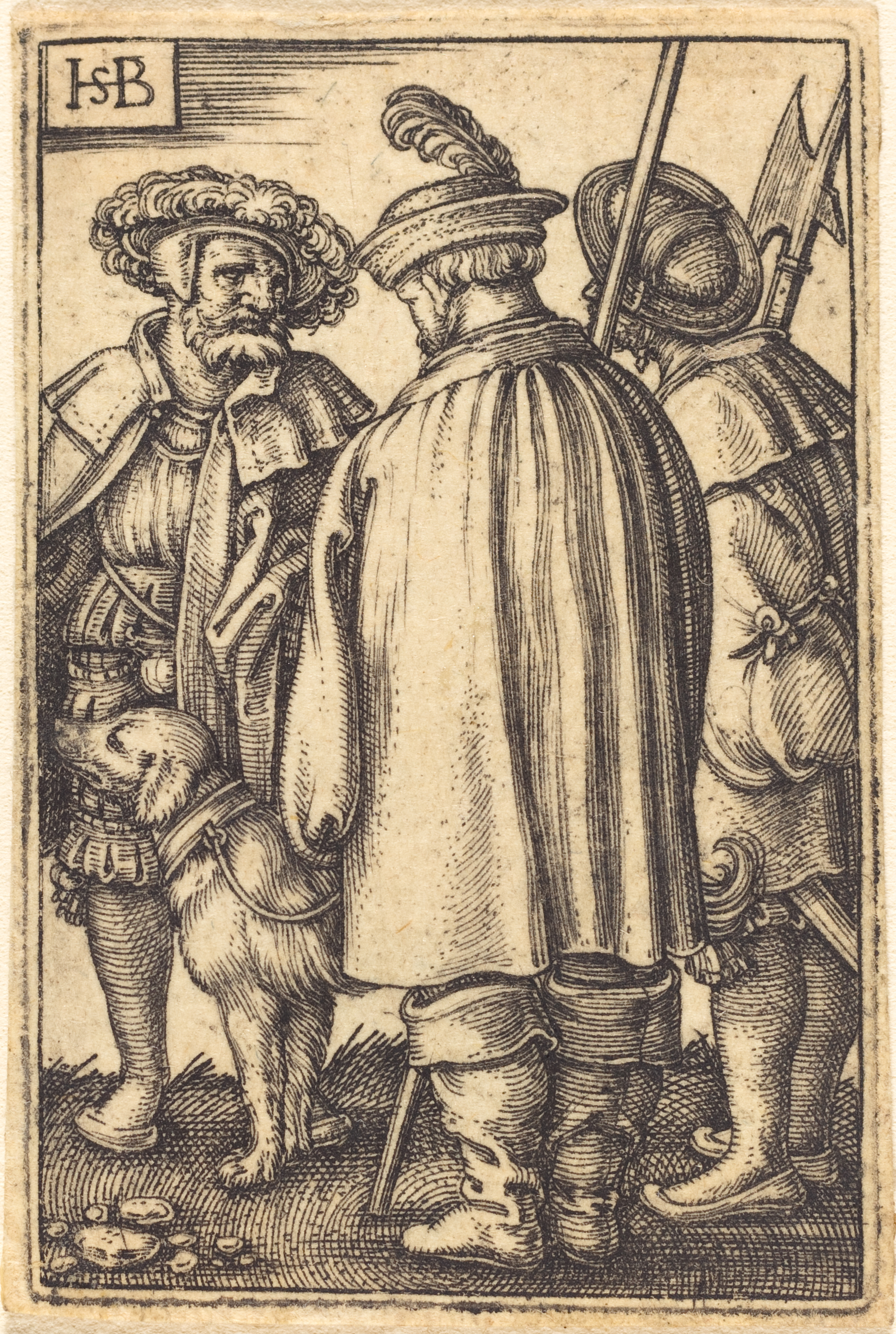
Drei Landsknechte, Grafik von Hans Sebald Beham
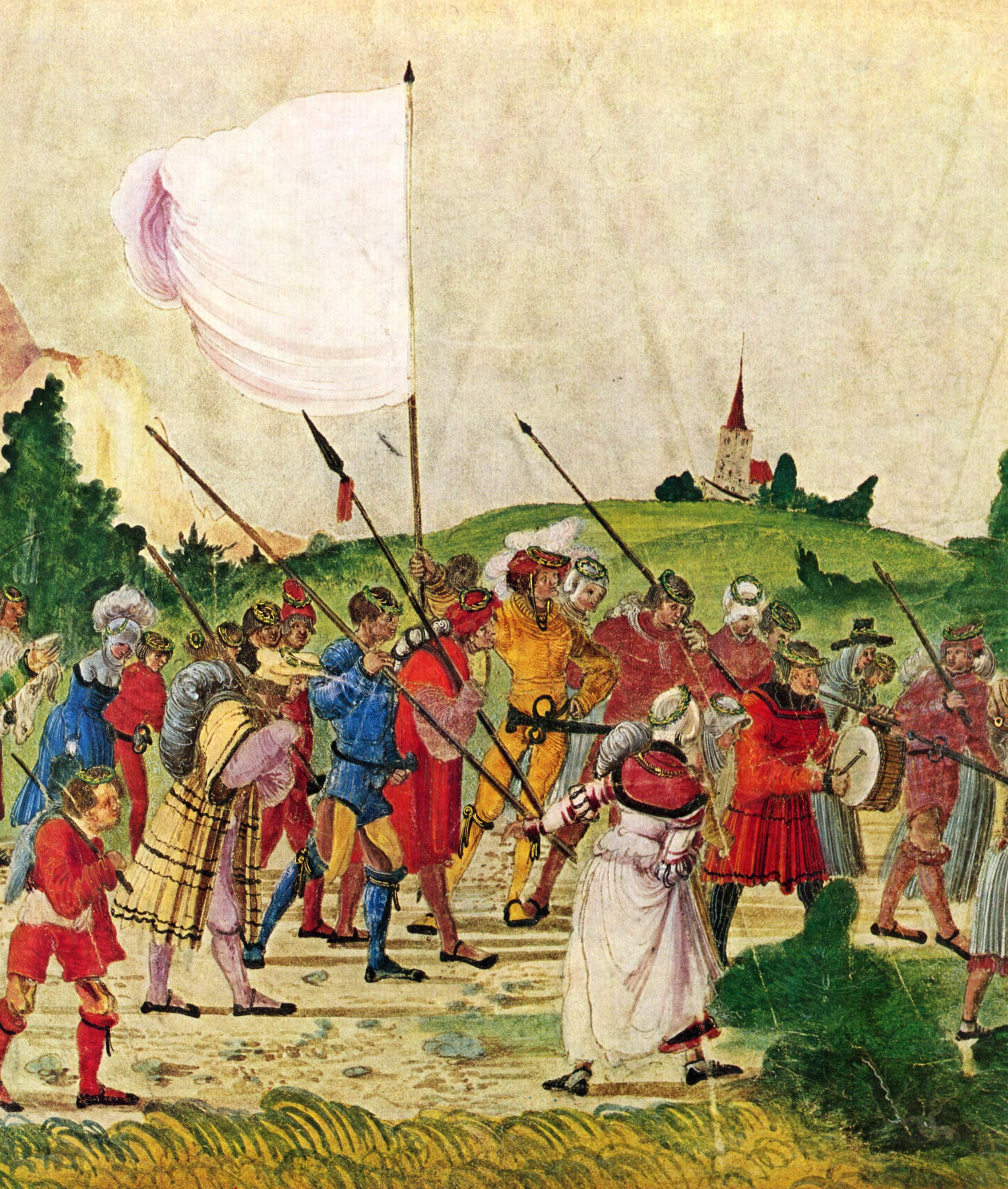
Landsknechte nach einer Darstellung von Albrecht Altdorfer
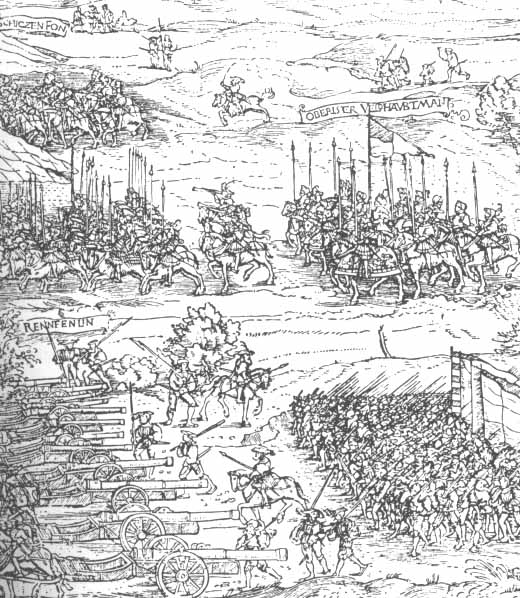
Landsknechte auf dem Marsch
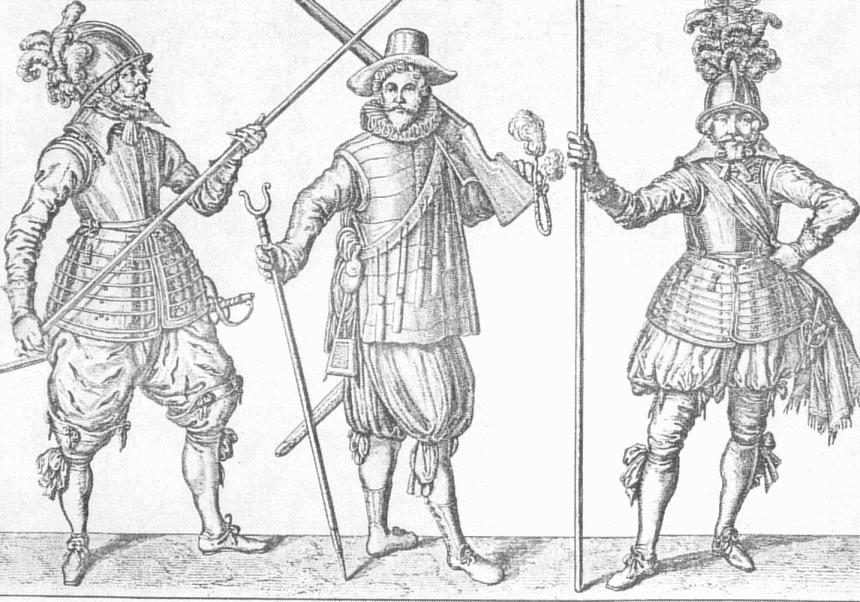
Links und rechts: Landsknecht-Doppelsöldner mit Pike, Mitte: Hakenschütze mit Arkebuse und Gabel zum Auflegen, Darstellung von Jakob de Gheyn II.
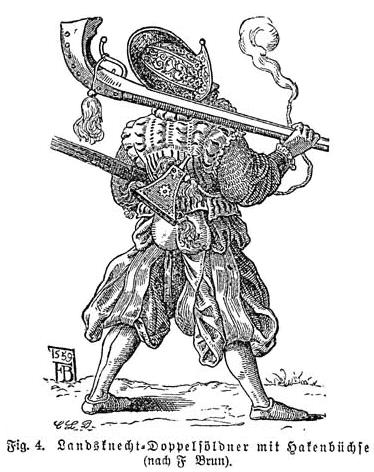
Landsknecht-Doppelsöldner mit Arkebuse und Morion nach Jakob de Gheyn II.
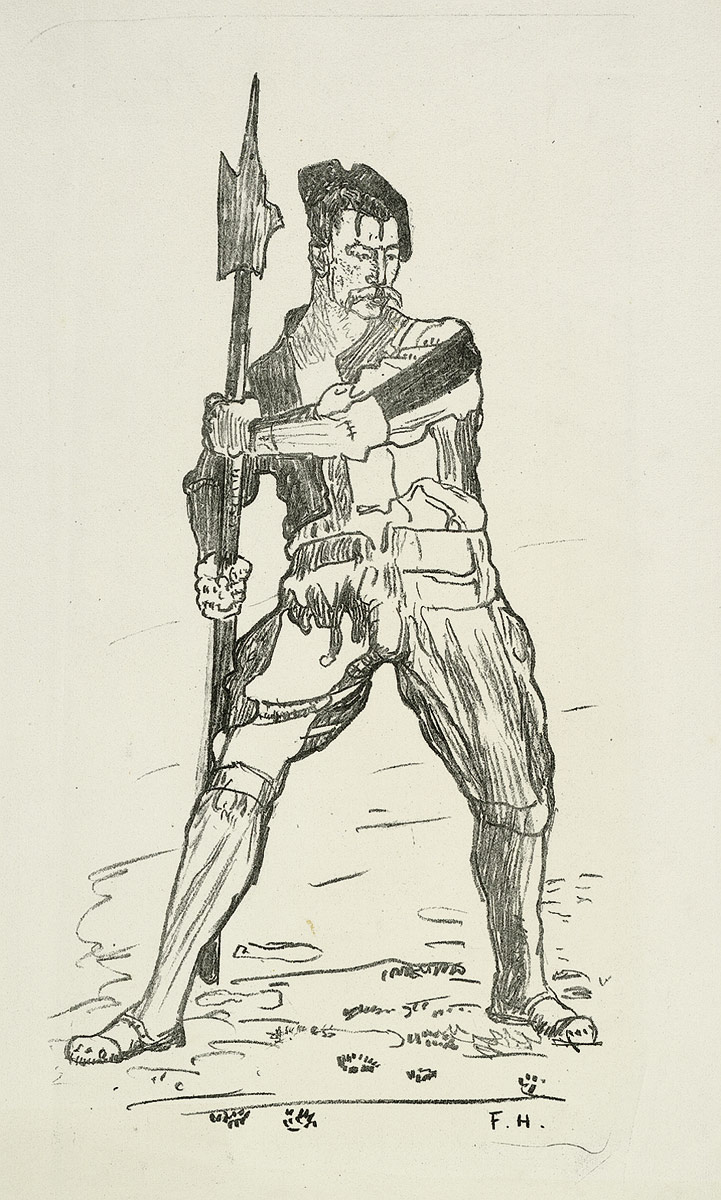
Ferdinand Hodler: Landsknecht mit Hellebarde
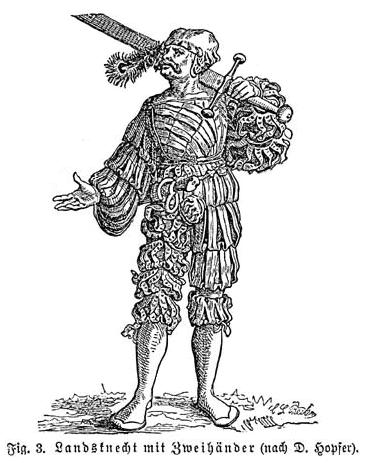
Landsknecht mit Zweihänder (Heeresgeschichtliches Museum)
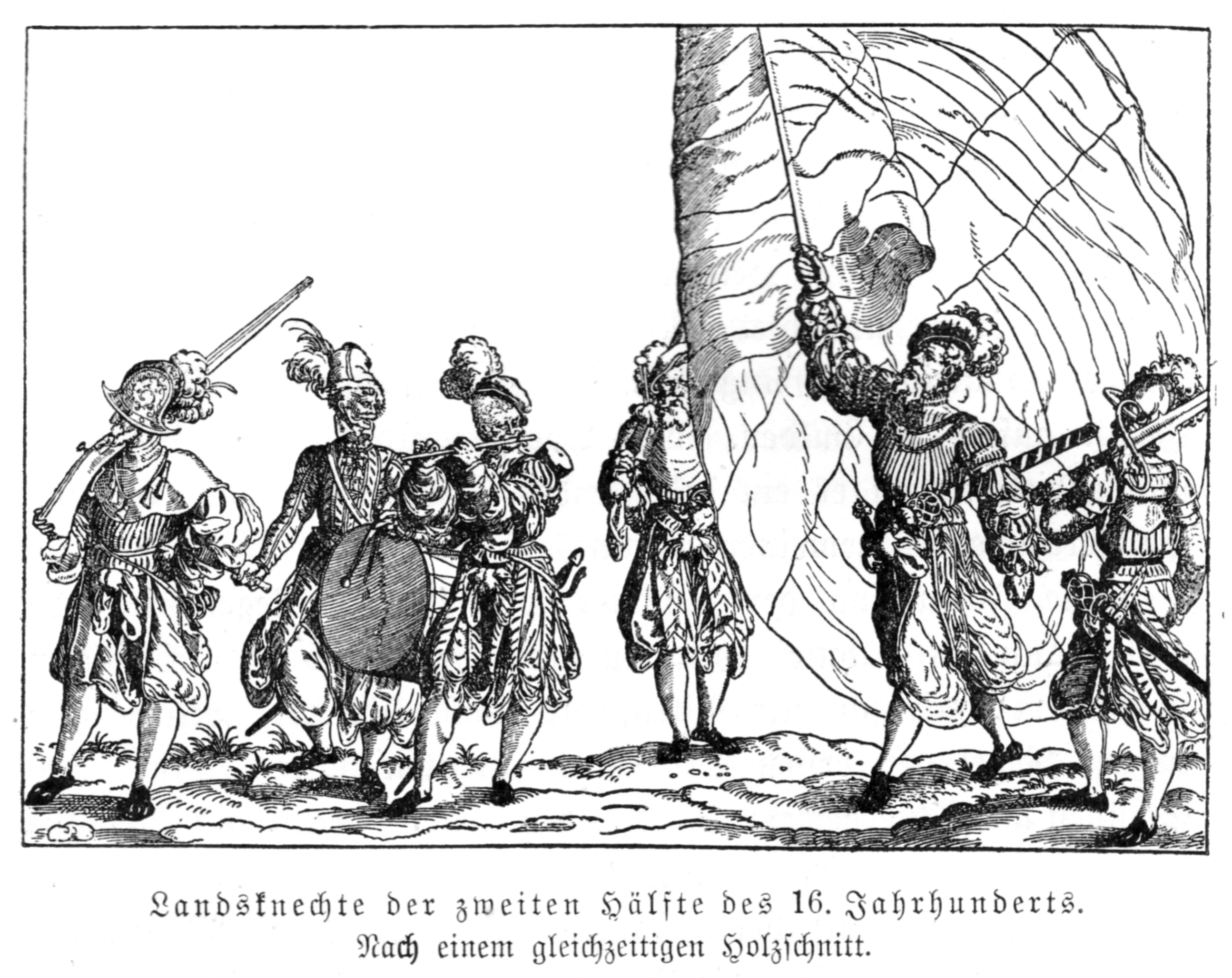
Landsknechte in der zweiten Hälfte des 16. Jahrhunderts.

### Etymologie
Bereits im 15. Jahrhundert bezeichnet der Begriff Lantknecht einen Büttel (Gerichtsboten), der auch militärische Tätigkeiten übernahm.
Knecht geht zurück auf das mittelhochdeutsche altsächsische kneht, für Knabe, Jüngling, weist aber schon früh auch auf militärischen Dienst hin. Im Englischen hat sich dieser Begriff als knight über den Reiterkrieger hin zum Adelstitel entwickelt.
Im deutschen Sprachraum bezieht sich Knecht besonders auf im Dienst stehende Söldner. So sind die Begriffe Waffenknecht, Fußknecht oder Stadtknecht im Hochmittelalter für angeworbene Söldner gebräuchlich, und auch die Begriffe Seeknecht oder Waldknecht sind für Söldner aus der Bodenseeregion bzw. Böhmen für den Landshuter Erbfolgekrieg 1504 nachweisbar. Auch der Begriff Landsknecht wird im Zusammenhang mit Söldneranwerbungen gelegentlich verwendet, hat aber noch keinen Bezug zu den späteren militärischen Einheiten.
Die besondere Bedeutung des Landsknechts erhält der Begriff erst durch Anwendung auf Mitglieder der neuen militärischen Infanterieformationen, die unter Maximilian in Burgund seit 1482 nach Schweizer Vorbild gebildet wurden.
Erstmals bekundet ist die Verwendung des Begriffs Landsknechte in den eidgenössischen Abschieden des Jahres 1486 und meint einen „Söldner, der im Gegensatz zum Schweizer in kaiserlichen Landen geworben ist“. Die Bezeichnung wird hier als bewusste Abgrenzung zu den aus dem Gebirge – und nicht vom flachen Land – stammenden Schweizern verwendet.
Um 1502 taucht auch die Bezeichnung Lanzknecht auf, die wohl den Ursprung in einer lautsprachlichen Schreibweise hat, da die Verbindung des Begriffes Knecht mit einer Waffengattung sonst nicht belegt ist. Durch die Verwechselung der Langspieße (bzw. Piken) mit der Lanze findet dieser Begriff jedoch immer wieder Verwendung.
Seit 1527 ist im italienischen auch die Kürzung Lanz (wohl zu italienisch lanzo, lanzichenecco) als abwertende Bezeichnung, auch für Deutsche allgemein, nachweisbar.
Auch nach der Abschaffung der Landsknechte als selbstorganisierte Einheit nach 1570 wird der Begriff für geworbene Söldner weiterverwendet, auch wenn die aus ihnen gebildeten Einheiten im militärischen Sinne keine Landsknechte mehr sind. Der umgangssprachliche Begriff Landser für den deutschen Heeressoldaten des Ersten und Zweiten Weltkrieges leitet sich von Landsknecht ab. Im heutigen Sprachgebrauch wird Landsknecht gelegentlich als Synonym für Söldner verwendet.

### Ursprung der Söldnerheere
Das Militärwesen des Spätmittelalters basierte auf zwei Säulen:
- Dem eisengepanzerten Ritter, der als Vasall seines Lehnsherrn getreu seinem Lehenseid in den Kampf zog, begleitet von reisigen Kriegsknechten des eigenen Gefolges.
- Andererseits dem Defensionswerk oder Volksaufgebot zur allgemeinen Landesverteidigung durch die wehrpflichtigen Männer, das insbesondere die Bürger der Städte zur Verteidigung ihrer Mauern verpflichtete.

Neben diesen feudalistisch geprägten Heeren warben Landesherren und erstarkende Städte in zunehmendem Maß auch besoldete Fußsoldaten für einzelne Feldzüge an und stellten dadurch das Kriegsmonopol des Ritterstandes in Frage. So traten im 12. Jahrhundert die Brabanzonen im heutigen Belgien auf, die für Sold und Beute kämpften, im Hundertjährigen Krieg gefolgt von den Armagnaken aus Frankreich und den Söldnerhaufen unter Führung der italienischen Condottieri, die als Unternehmer die Kriegsgeschäfte der norditalienischen Stadtstaaten erledigten. Solche Söldnerhaufen boten ein buntgemischtes Bild und folgten weder einer einheitlichen Taktik noch einem gemeinsamen Gesetz: Neben militärisch ausgebildeten Berufskriegern wie Sarazenen und Genueser Armbrustschützen strömten Bauernkrieger und Vagabunden zu den Werbern.
Viele Schlachten hatten bereits bewiesen, dass eine mit Stangenwaffen ausgestattete, diszipliniert kämpfende Infanterie einer aus Rittern bestehenden, eigenständig agierenden, schweren Reiterei durchaus standhalten konnte. Beispiele dafür waren:
- zum ersten Mal in der Sporenschlacht von Kortrijk oder Goldene-Sporen-Schlacht vom 11. Juli 1302 (niederländisch Guldensporenslag; auch bekannt als Schlacht der Goldenen Sporen), als ein flämisches Volksheer zu Fuß ein etwa gleich großes französisches Ritterheer vernichtend schlug,
- die Hussiten, die sich in der ersten Hälfte des 15. Jahrhunderts, gestützt auf Neuerungen wie Wagenburg und Feuerwaffen, in mehreren Schlachten als militärisch unbezwingbar erwiesen hatten, und
- die Schweizer Eidgenossen, die 1315 in der Schlacht am Morgarten und 1386 in der Schlacht bei Sempach die habsburgischen Österreicher vernichtend schlugen und 1477 in der Schlacht von Nancy den entscheidenden Sieg über Karl den Kühnen von Burgund erstritten.

Hussiten, die aus ihren Wagenburgen heraus kämpften, und Schweizer, die in mehreren tausend Mann starken Gewalthaufen aus Hellebardieren und Pikenieren fochten, inspirierten das Reisläufertum des ausgehenden 15. Jahrhunderts und wurden zum Vorläufer des Landsknechtwesens.

### Entstehung des Landsknechtwesens

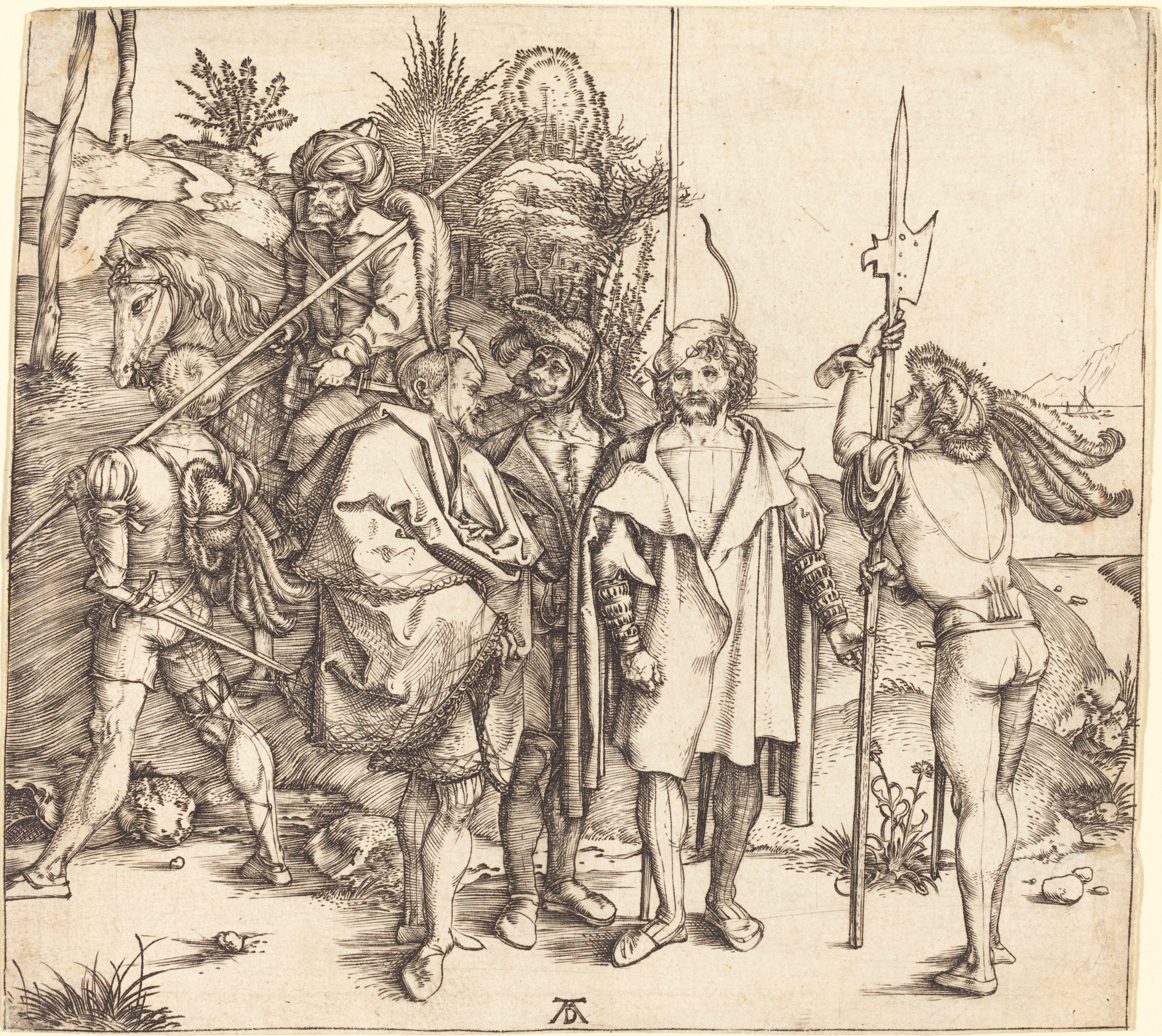
Landsknechte und Türke, Grafik von Albrecht Dürer

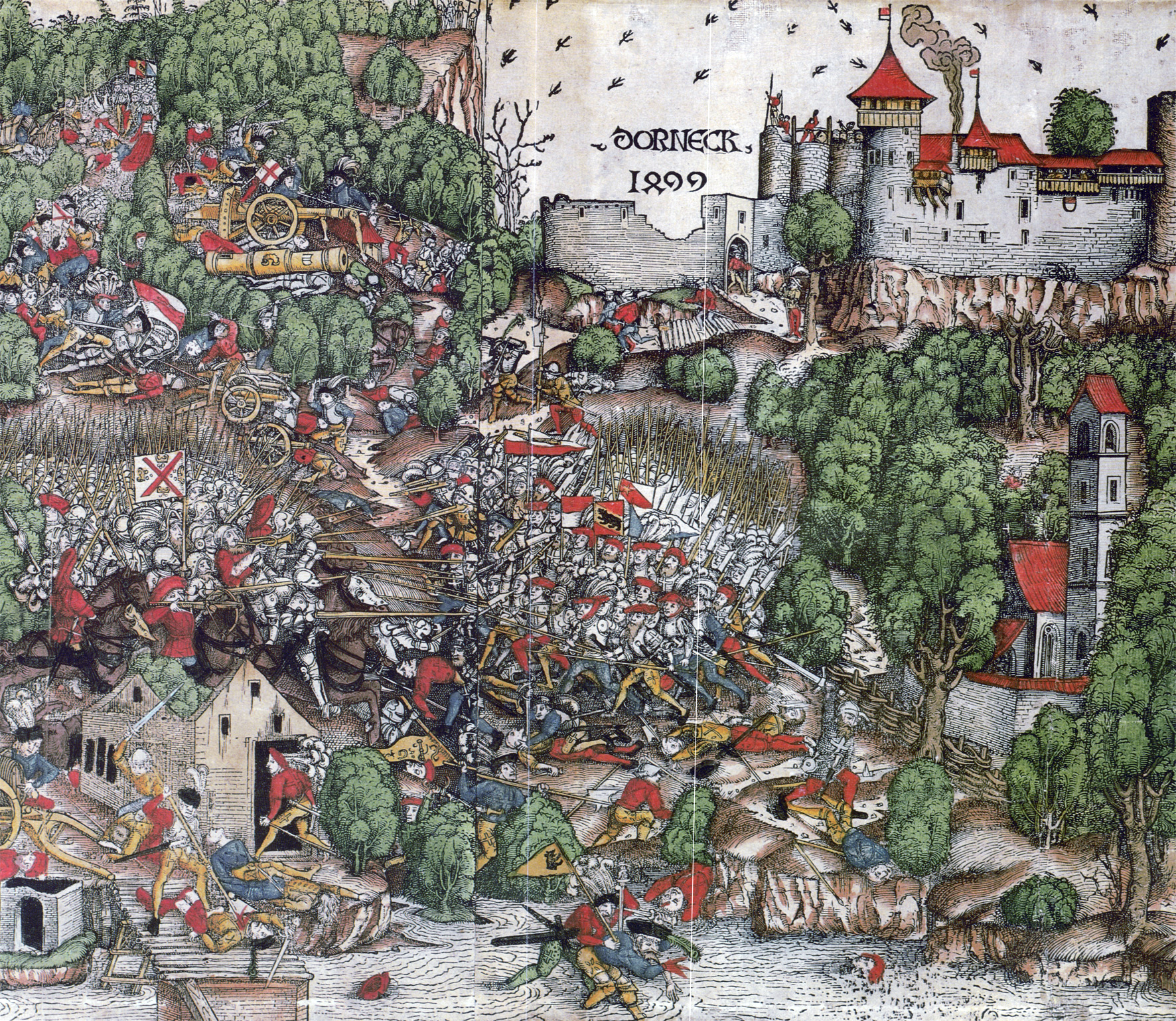
Landsknechte unterliegen dem schweizerischen Aufgebot bei der Schlacht bei Dornach

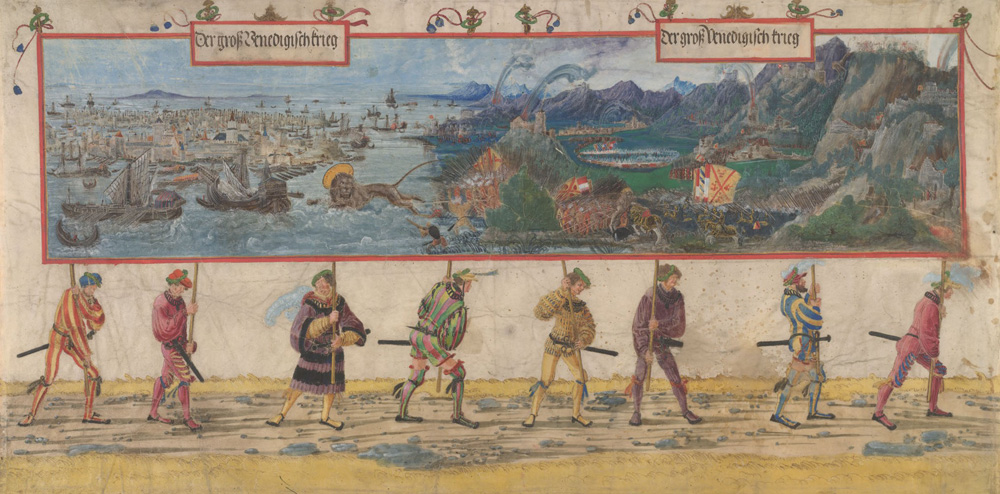
Albrecht Altdorfers Darstellung vom Triumphzug Kaiser Maximilians nach dem Sieg gegen Venedig

Nach dem Tode Karls des Kühnen von Burgund fiel dessen territoriales Erbe an den Habsburger Maximilian, den Sohn des damaligen Kaisers Friedrich III. Um seine Ansprüche gegen König Ludwig XI. von Frankreich militärisch durchzusetzen, griff Maximilian zunächst auf flämische Aufgebote zurück. Adlige Ritter wie Graf Engelbert von Nassau und der Graf von Remont aus dem Haus Savoyen stiegen vom Pferd und traten selbst in die Reihen der Spießträger ein. Durch den Sieg bei Guinegate konnte Maximilian daher den Großteil seiner neu gewonnenen Gebiete behaupten; um aber weiteren französischen Angriffen begegnen zu können und Druck auf die mächtigen Territorialstaaten Bayern und Böhmen auszuüben, während Kaiser und Reichsaufgebot durch den Krieg mit den Türken in Ungarn gebunden waren, brauchte der Habsburger auch weiterhin ein eigenes schlagkräftiges Heer. Da er dabei nicht auf Vasallen oder auf Aufgebote zurückgreifen konnte, war er gezwungen, eigenständig Kriegsknechte anzuwerben. 1487, nur wenige Monate nach seiner Krönung zum deutschen König, tauchte bei diesen Anwerbungen erstmals der Begriff des Landsknechts auf.
Diese Einheiten wurden in Brügge unter dem Kommando von Graf Eitel Friedrich II. von Hohenzollern sowie schweizerischer Hauptleute ausgebildet und leisteten ab 1490 den Gefolgschaftseid auf Maximilian, der diese als „Kriegsorden“ nach dem Vorbild der bestehenden Ritterorden prägen wollte.

### Blütezeit des Landsknechtwesens
Als Ende des 15. Jahrhunderts der Konflikt mit der Schweizerischen Eidgenossenschaft zum Schwabenkrieg eskalierte, zogen Maximilians Landsknechte auf Seiten des Schwäbischen Bundes ins Gefecht, der 1488 als Gegengewicht zu den Expansionsbestrebungen der bayerischen Wittelsbacher gegründet worden war. Diese kaiserlich-schwäbischen Truppen mussten im Kampf gegen die Schweizer demütigende Niederlagen hinnehmen. Das begründete den trotz ihrer nahen Verwandtschaft tiefen Hass zwischen deutschen Landsknechten und schweizerischen Reisläufern, der bis zum sogenannten „schlechten Krieg“ entartete, bei dem im Gegensatz zum „guten Krieg“ keine Gefangenen gemacht und der unterlegene oder verwundete Gegner gnadenlos niedergemacht wurde.
Georg von Frundsberg, der am schwäbischen Feldzug teilgenommen und danach in kaiserlichen Diensten gegen die in das Herzogtum Mailand eingefallenen Franzosen gekämpft hatte, stellte im Auftrag Maximilians Landsknechtheere auf. Er bildete diese aufgrund seiner Erfahrungen mit den Schweizer Soldaten aus, deren Taktiken er aufgriff und weiterentwickelte. Frundsberg galt bald als „Vater der Landsknechte“; seine Truppen errangen in den Italienischen Kriegen bedeutende Siege gegen Franzosen und auch Schweizer. Das Verhalten der Landsknechte war von da an von wachsendem Selbstwertgefühl geprägt; sie setzten ihre Forderungen daher umso selbstbewusster auch gegenüber ihrem eigenen Dienstherrn durch, der auf ihren Gehorsam in der Schlacht angewiesen war. Der Vorsturm der deutschen Landsknechte gipfelte schließlich im berüchtigten Sacco di Roma, mit der erbarmungslosen Plünderung Roms im Mai 1527. Fortan verbreiteten Landsknechte Angst und Schrecken. Frundsbergs Tod im Jahre 1528 markierte daher auch einen Wendepunkt in der Geschichte der Landsknechte.

### Niedergang des Landsknechtwesens

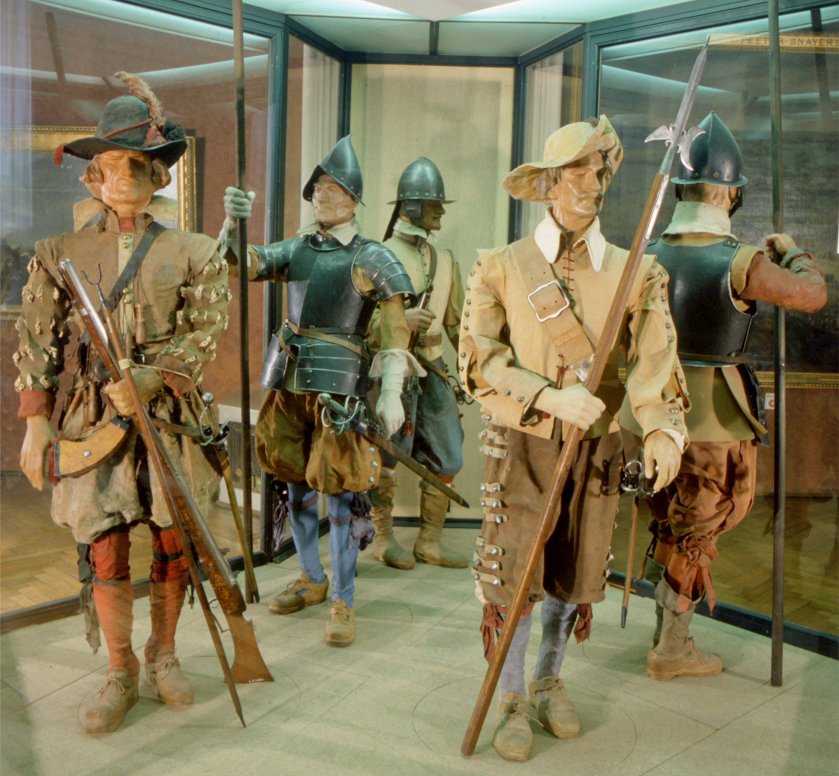
Musketiere und Pikeniere aus der Zeit des Dreißigjährigen Krieges

Maximilian I. und sein Nachfolger Karl V. hatten stets mit finanziellen Problemen zu kämpfen; die unzuverlässige Besoldung hatte mangelhafte Disziplin und Loyalität der Landsknechte zur Folge. Diese verdingten sich bei immer mehr Kriegsherren und Söldnerunternehmern; sie kämpften unter anderem auch im Landshuter Erbfolgekrieg, im Bauernkrieg und im Schmalkaldischen Krieg. Auch ausländische Herrscher wie die französischen Könige ließen Landsknechte anwerben. Solchen gegen das Verbot durch Kaiser und Landesherrn im Sold fremder Mächte kämpfenden Landleuten – etwa der „Schwarzen Bande“ im Sold des französischen Königs – begegneten die Landsknechte allerdings erbarmungslos. Deutsche Landsknechte kämpften unter fremder Flagge auf Kriegszügen in Nordafrika, Venezuela und Osteuropa, und ihre Kampfweise wurde über den europäischen Söldnermarkt auch in andere Armeen übernommen. Bewaffnung, Fechtweise, Taktik und Organisation der europäischen Heere vermischten und glichen sich zunehmend an, und die herausragende Stellung der deutschen Landsknechte nahm gleichermaßen ab. Die gepuffte und geschlitzte Kleidung kam außer Mode, die Bezeichnung Kaiserlicher Fußknecht ersetzte den Begriff Landsknecht. Auf dem Reichstag von Speyer wurden 1570 reichseinheitliche Beschlüsse gefasst, die die Rechte der Landsknechte beschnitten, womit die Heeresform der Landsknechte weitgehend der Vergangenheit angehörte. Die Anwerbung und Organisation von Söldnerheeren hielt sich im deutschen Raum bis zur Mitte des 17. Jahrhunderts und spielte im Dreißigjährigen Krieg noch einmal eine entscheidende Rolle, nach dessen Ende jedoch das Söldnertum allmählich durch die Aufstellung und direkte Finanzierung stehender Heere durch den Feudalstaat verdrängt wurde.

## Organisation des Landsknechtheeres

### Anwerbung

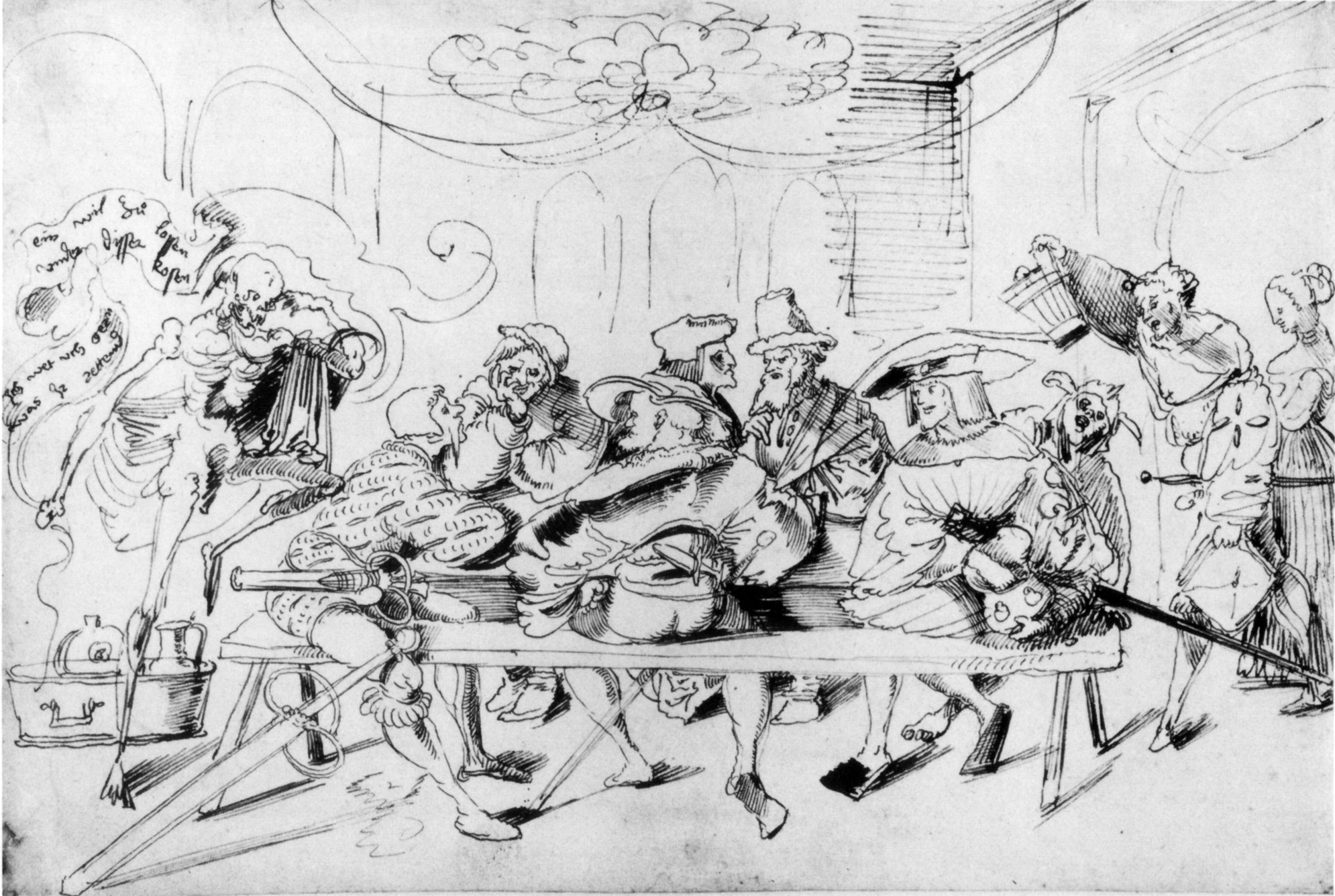
Anwerbungsszene in einer Schänke, zeitgen. Zeichnung von Urs Graf

Die meisten Landsknechte stammten aus Baden, dem Elsass, Tirol und Württemberg sowie aus dem Rheinland und Norddeutschland. Die Rekrutierung von Männern aus einem gemeinsamen Gebiet stärkte das Zusammengehörigkeitsgefühl und die Moral.
Anwerbung und Musterung wurden nach schweizerischem Vorbild durchgeführt. Ein als kriegserfahren und befähigt bekannter militärischer Führer wurde als Kriegsherr vom Kaiser, einem Fürsten oder einer Stadt durch den so genannten Bestallungsbrief (auch Patent genannt) mit der Aufstellung eines Landsknechtregiments beauftragt. Nachdem der Kriegsherr die nötigen finanziellen Mittel beschafft hatte, stellte er als Obrist des Regiments den Offiziersstab zusammen, stattete seine Offiziere mit Werbepatenten aus und schickte sie dann mit Trommlern aus, die auf den Marktplätzen potentielle Rekruten herbeitrommelten.
Hatten sich die Rekruten eingeschrieben, so mussten sie sich zur Musterung begeben, die auf dem im Bestallungsbrief festgelegten Lauf- oder Musterplatz durchgeführt wurde. Städte, Märkte, Dörfer und Tavernenwirte an den Musterungsplätzen wurden mitunter vorgewarnt, genügend Brot, Fleisch und Wein bereitzuhalten und diese nicht überteuert an die herbeiströmenden Angeworbenen zu verkaufen. Nach dem Eintreffen der Freiwilligen wurden diese vor einem Durchgang mit zwei Hellebarden und einer Pike aufgestellt, den jeder „Bewerbsmann“ durchschreiten musste, damit Mann für Mann ein Kriegskommissär oder der Obrist als Musterherr dessen körperliche Verfassung und seine Bewaffnung prüfen konnte. Während der Befragung wurden dann Name, Herkunft, Alter und Stand vom Regimentsschreiber in die Musterrolle eingetragen. Die Rekrutierung erfolgte für einen Zeitraum von drei bis sechs Monaten. Bereits kriegserfahrene Bewerber, als „beschossene Knechte“ bezeichnet, konnten mehr Sold fordern. Nicht selten kam es zu Betrügereien: Da ein Landsknecht selbst für seine Ausrüstung aufkommen musste, verkauften Marketender auf den Sammelplätzen zu überteuerten Preisen Waffen und Rüstungen. Die für die Musterung zuständigen Offiziere waren versucht, ihren Obristen zu übervorteilen, indem sie manche Rekruten doppelt zählten oder unerfahrene und schlecht ausgerüstete Männer als schwerbewaffnete Veteranen einstuften, um eine höhere Summe für die Besoldung des Regiments zu erschwindeln und die Differenz zur tatsächlichen Summe für sich selbst zu behalten.
Nach der Musterung wurde den Landsknechten ihr erster Monatssold ausgezahlt und das Regiment in Fähnlein von etwa 400 bis 500 Mann unterteilt, darunter im Idealfall je mindestens 100 kampferfahrene Landsknechte, die den doppelten Sold erhielten und deshalb als Doppelsöldner bezeichnet wurden. Das gesamte Regiment versammelte sich dann in einem Kreis um den Obristen, der den im Bestallungsbrief enthaltenen Artikelbrief verlas. Dieser umfasste die Rechte und vor allem die Pflichten der Landsknechte und wurde alle sechs Monate von neuem verlesen. Nach der Verlesung der Kriegsartikel mussten alle Landsknechte auf Weisung des Schultheißen einen Eid auf den Kaiser oder den Obristen schwören und geloben, sich gemäß der im Artikelbrief festgelegten Feldordnung zu verhalten. Die zu Fähnrichen bestimmten Landsknechte mussten zudem schwören, die ihnen anvertraute Fahne bis zum Tod zu verteidigen. Die Aufstellung des Regiments wurde durch die Unterteilung in Fähnlein (ab zirka 1600 als Kompanien bezeichnet) und Rotten abgeschlossen.

### Ämter

Hauptmann mit Partisane, Holzschnitt aus dem Jahr 1545
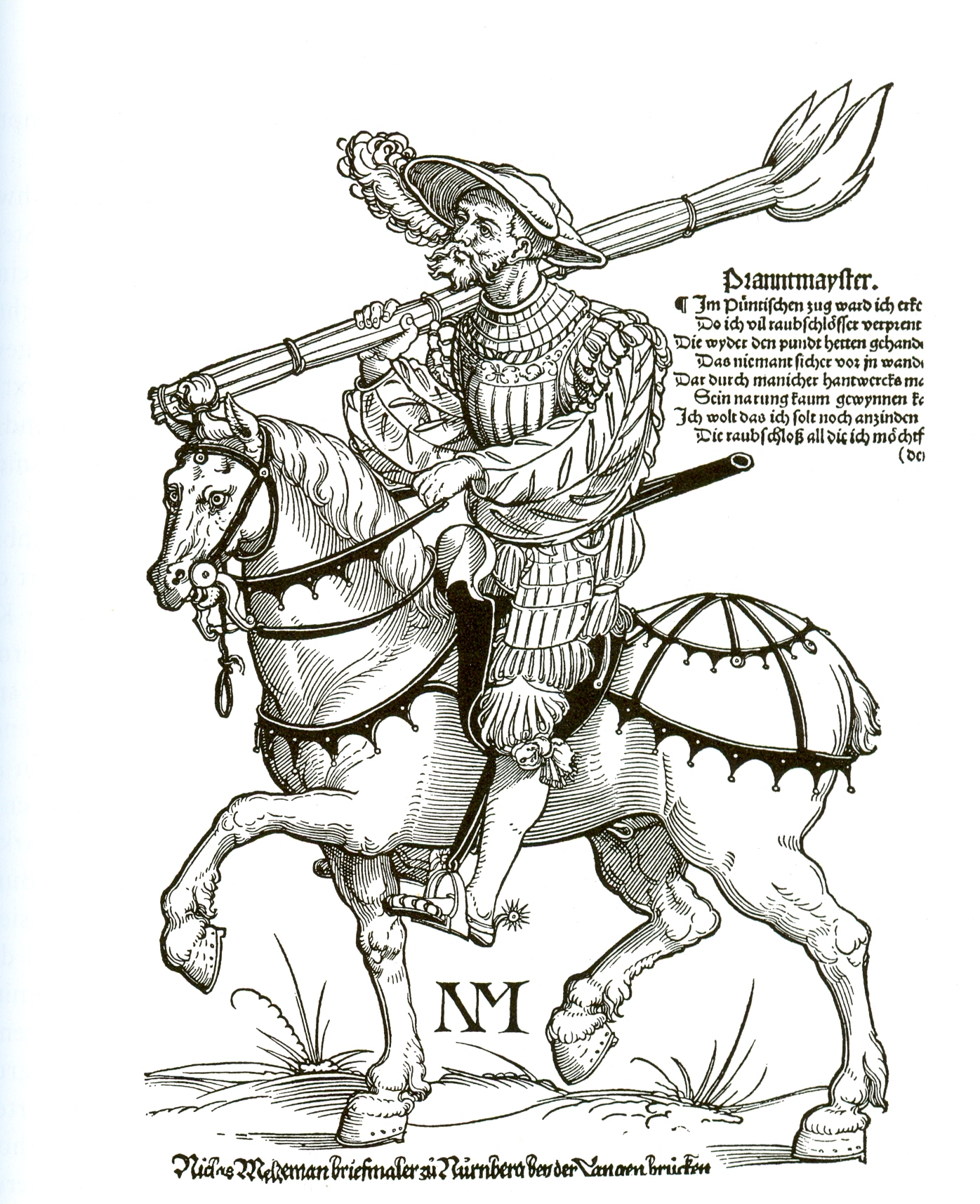
Brandmeister
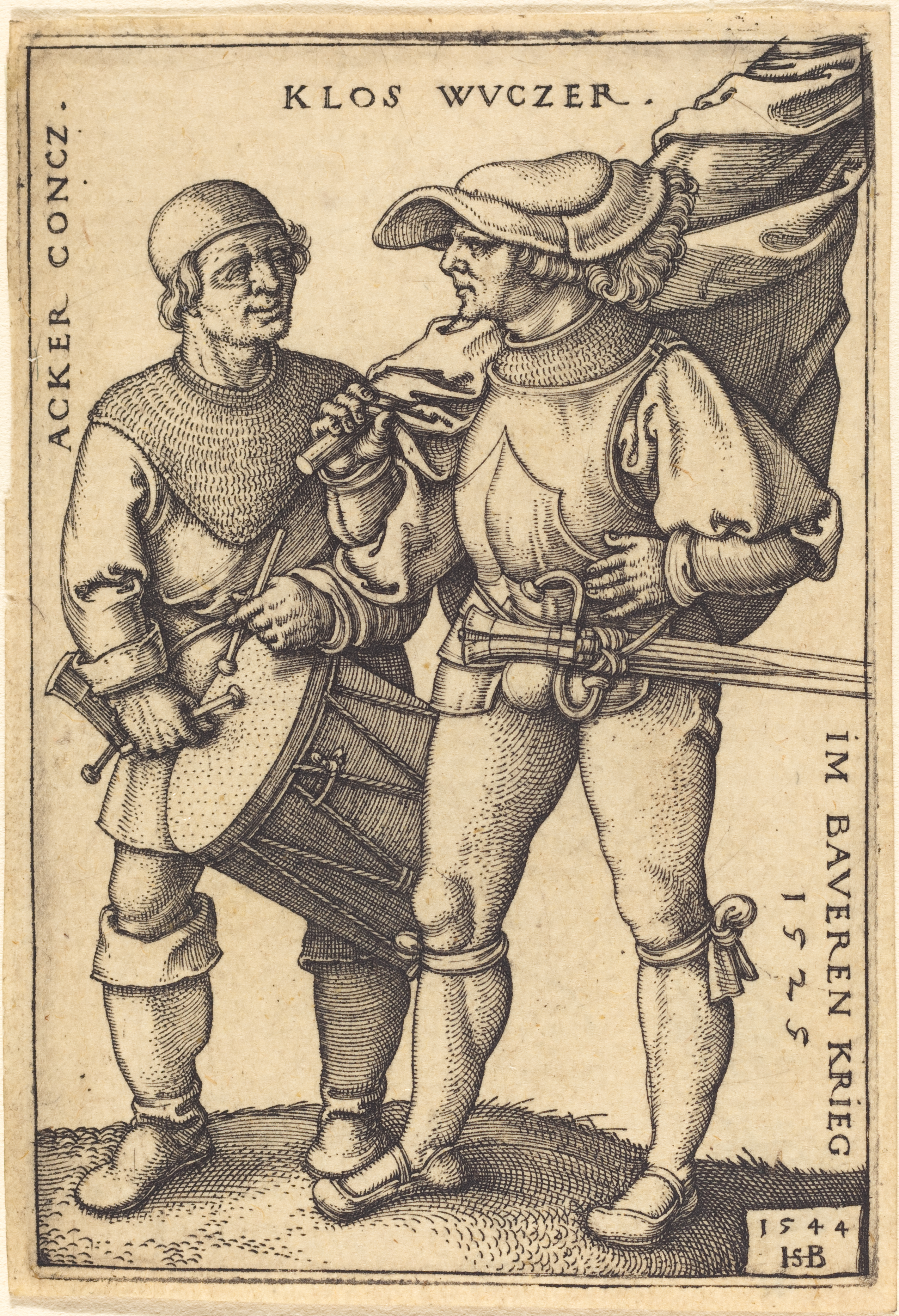
Fähnrich und Trommler, Kupferstich von Hans Sebald Beham
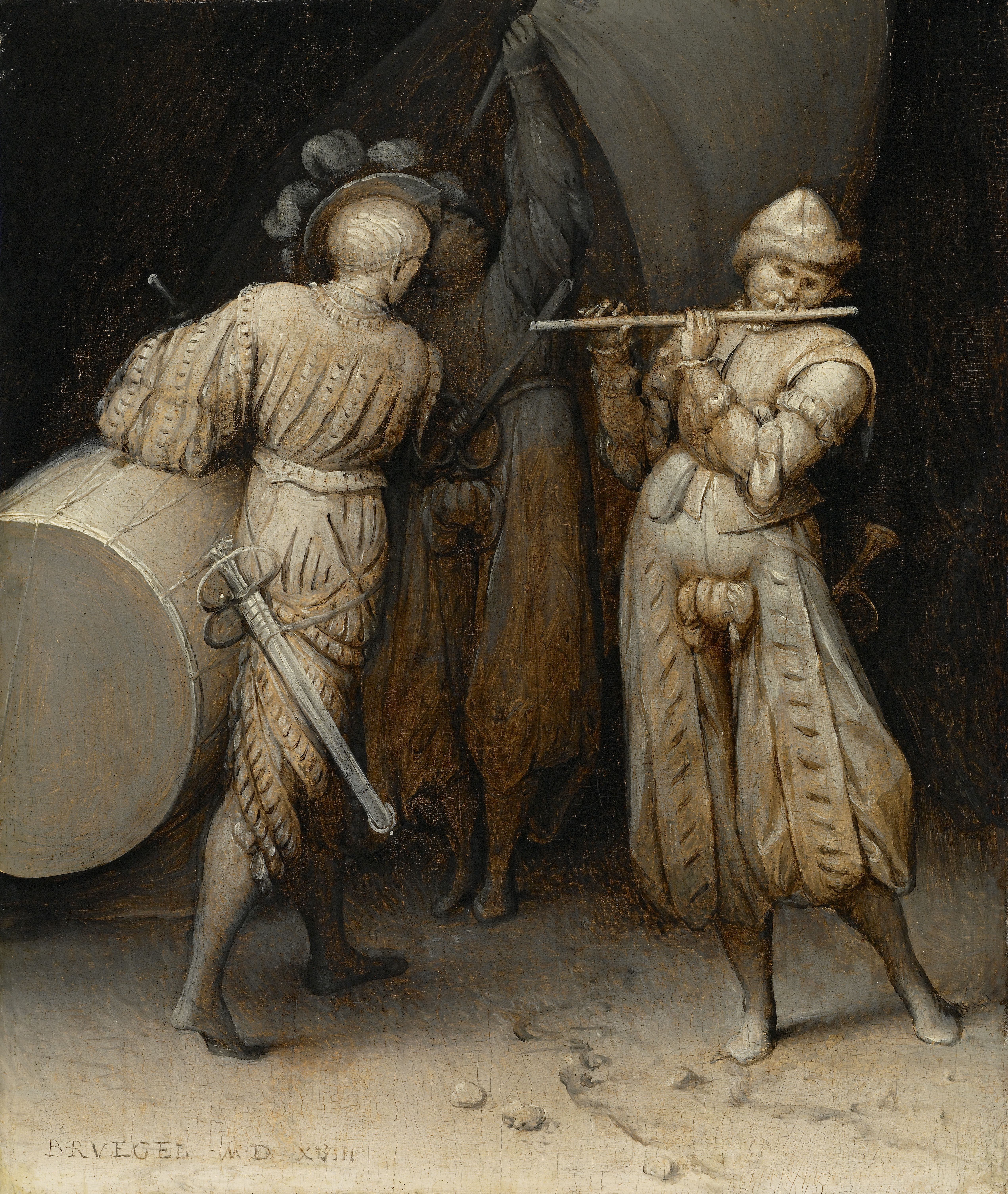
Trommler und Pfeifer, nach Pieter Bruegel dem Älteren
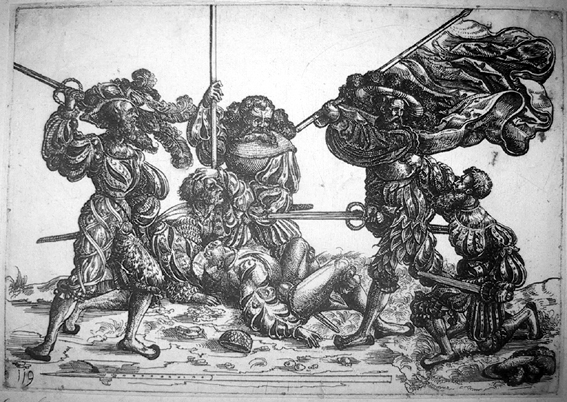
Fähnrich im Kampf mit fünf Landsknechten, Eisenradierung von Daniel Hopfer
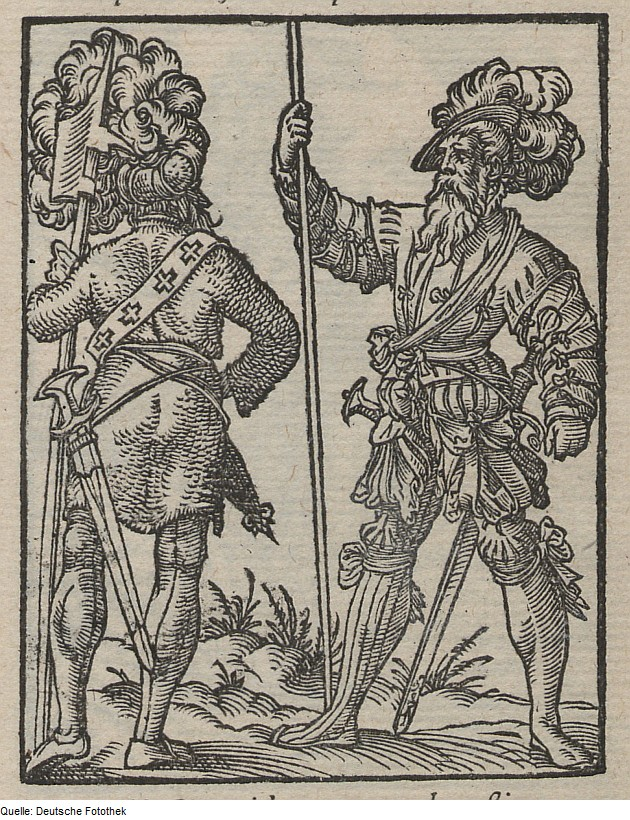
Trabanten, Holzschnitt von Jost Amman

Die Organisation der Landsknechte während der Regierungszeit Maximilians I. bildete die Grundlage des späteren Heerwesens und wurde auch von anderen Heeresführern übernommen. Das Landsknechtregiment kam auf eine Stärke von 4.000 Mann, doch wurde diese Zahl nur selten erreicht. Ein Obrist, der mehrere Regimenter kommandierte, hatte den Rang eines Obersten Feldhauptmannes oder General-Obristen inne und dazu Kriegsräte zur Unterstützung. Zur Befehlsübermittlung stand ein Herold im Offiziersrang zur Seite. Bei Abwesenheit des Obristen vertrat ihn der (Obrist-)Locotenens (der spätere Oberstleutnant), ein besonders erfahrener Hauptmann und selbst Führer eines Fähnleins.

#### Im Regiment
Der Obrist verfügte neben Feldarzt, Dolmetscher, Schreiber, Trommler, Pfeifer sowie festangestellten Trabanten (Leibwache und Diener) über einen Stab aus spezialisierten Amtsträgern seines Vertrauens (später auch Offiziere, von lat. officium „Amt“, „Dienst“):
- Der Pfennigmeister (später Zahlmeister) verwaltete die Kriegskasse, nahm Kontributionen ein und zahlte den Sold aus.
- Unter der Leitung des Quartiermeisters wurde das Lager aufgeschlagen. Er verloste die Lagerplätze an die einzelnen Fähnlein. Nach Möglichkeit wählte man vorteilhafte Plätze, wo sich Wasser, Feuerholz und Fourage fanden, und die verteidigungsgünstig wenigstens teilweise durch einen Fluss, Morast oder durch unwegsames Gelände geschützt wurden. Die Befehlshaber wohnten in Zelten, die Knechte in der Regel in Hütten, die sie auf einem Holzgerüst mit einem Belag von Stroh, Reisig oder Grassoden errichteten. Zwischen den Zelten und Hütten gab es für den Verkehr Straßen und für jedes Fähnlein einen besonderen Sammelplatz, den Lärmplatz. Der Quartiermeister verwaltete auch Waffen und Rüstzeug sowie Pferde und verkaufte diese den Landsknechten, die für ihre Ausrüstung selbst aufkommen mussten; außerdem kümmerte er sich mit dem Proviantmeister und den Fourieren der Fähnlein um die Versorgung mit Lebensmitteln (Profandt) oder Futter (Fourage).
- Über Recht und Ordnung sowie die Einhaltung des Artikelbriefs im Regiment wachte ein Schultheiß als Richter und Justizbeamter im Hauptmannsrang. Dieser gelobte, „dem Armen wie dem Reichen, Niemand zu Lieb noch Leid, den anvertrauten Stab zu führen“. Der Schultheiß leitete das Feldgericht, unterstützt durch 12 Schöffen aus dem Regiment, seinem Schreiber und seinem Gerichtswebel, einem Doppelsöldner, der die Gerichtsakten führte, die Gebühren eintrieb, Verhandlungen vorbereitete und als Gerichtsdiener fungierte. Der Schultheiß und seine Gehilfen übernahmen für die Landsknechte gegen Sporteln auch notarielle Beurkundungen und Aufbewahrung von Wertgegenständen.[9]
- Gefürchteter Ordnungshüter und Strafverfolger war der Profoss, denn Ordnung und Disziplin waren stets durch Geld- und Beutegier, Saufgelage, Glücksspiel und Rauflust bis zum bewaffneten Zweikampf, dem „Balgen“, gefährdet. Dem Profoss stand ein besonderer Personenschutz vor Racheakten zu. Er überwachte neben seiner Funktion als Ankläger bei Militärvergehen auch den Markt und die Marketender im Lager der Landsknechte; dort hatte er die Preisfestsetzung vorzunehmen, die ins Lager gebrachten Waren zu prüfen und zu begutachten, wobei er sowohl die Interessen der Knechte als auch die der Händler zu berücksichtigen hatte. Von seinem Schatzamt flossen ihm auch Gebühren zu, etwa von jedem Fass Wein ein bestimmtes Quantum, von jedem Stück Vieh, das geschlachtet wurde, die Zunge oder ein Standgeld von den Marketendern und Garköchen. Der Profoss war schließlich auch Organisator und Leiter der Lagerfeuerwehr.

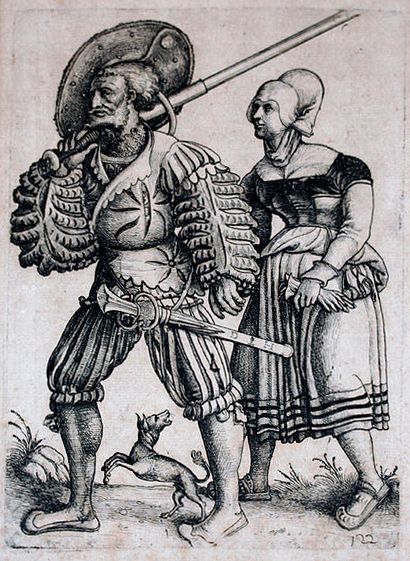
Die Eisenradierung Landsknecht mit Weib von Daniel Hopfer aus dem frühen 16. Jahrhundert. Viele Landsknechte wurden von Frau und Kind auf dem Kriegszug begleitet

- Dem Profoss unterstand der Tross- oder Hurenwebel, der den umfangreichen und nur schwer zu führenden Tross aus Marketendern, Kleinhandwerkern, Köchen, Bäckern, Metzgern, Sudlern, Fuhrleuten, Säumern, Trossbuben, Prostituierten, sowie den Kindern und Frauen der Landsknechte befehligte. Hinzu kamen Fuhrwerke, Zugtiere und Schlachtvieh. Der Tross war unverzichtbar zur Selbstversorgung des Regiments. Mitunter führte der Tross eines Landsknechtheeres sogar eine eigene Fahne mit sich, die der Rennfähnrich schwenkte, begleitet von einem Trommler. Mitglieder des Trosses konnten zu Hilfsarbeiten wie zum Befestigen des Lagers, dem Ausheben von Gräben, dem Füllen von Schanzkörben und dem Flechten von Reisigbündeln herangezogen werden. Im Gefecht durfte der Tross die eigenen Bewegungen – etwa beim Angriff – nicht behindern, gleichzeitig musste er gegen feindlichen Angriff und Plünderung gesichert und geschützt werden. Die Funktion des Hurenwebels war für einfache Landsknechte die fast einzige militärische Aufstiegsmöglichkeit. Ihm unterstand der Rumormeister, meist ein älterer, nicht mehr waffentauglicher Landsknecht, der bei Streit, Zusammenrottungen, Plünderungen und Desertionsversuchen im Tross eingriff. Mit einem Knüppel zog der Rumormeister stets nachts durch das Lager und schlug auf die Zapfen der Fässer, damit war der Ausschank zu beenden und die Nachtruhe befohlen. Daraus entstand die heute noch in Deutschland übliche militärische Zeremonie des Zapfenstreichs.
- Der Tross, in dessen Gefolge sich manch zwielichtiges Gesindel herumtrieb, unterstand der unmittelbaren Polizeigewalt des Profoss. In seinem Auftrag überwachten Steckenknechte das Lager, ergriffen bei Straftaten die Verdächtigen und lieferten sie bei ihrem Stockmeister ab, der sie in Gewahrsam nahm und einsperrte. Außerdem sorgten die Steckenknechte zusammen mit den Trossweibern für die Latrinenreinigung.

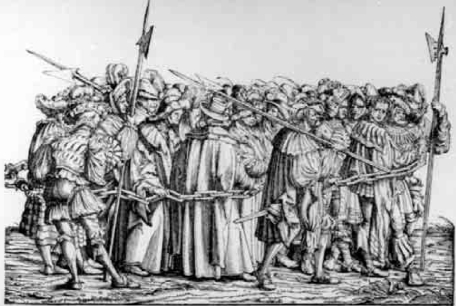
Gefangene Landsknechte

- Im Gefolge des Profoss befand sich –- erkennbar am blutroten Mantel, der roten Feder am Barett und dem Galgenstrick am Gürtel –- ebenfalls der Scharfrichter, Freimann oder Nachrichter. Dieser errichtete im Lager den Galgen, als Richtstätte ein Ort mit wichtiger symbolischer Bedeutung für Recht und Strafvollzug, vor dem selbst der Kaiser im Vorbeireiten den Hut abzunehmen pflegte. Der Scharfrichter vollstreckte mit Richtschwert oder Strick Todesurteile und Leibesstrafen. Zudem sorgte der Scharfrichter für die Abfallentsorgung und die Abdeckerei im Lager.

Mit dem Anwachsen der Landsknechtheere kamen weitere Ämter hinzu:
- Um unkontrolliertes Rauben, Brennen und Morden zu vermeiden, sollten Zerstörung und Plünderung nur auf ausdrücklichen Befehl des Obristen erfolgen. Galt es nach Vorgabe des Obristen, gezielt Gebäude und Ortschaften niederzubrennen oder einzureißen, so bestimmte der Obrist den Brandmeister, der mit seinen Brandknechten gegen feindliche Ortschaften vorging.
- Galt es, nach siegreichem Gefecht das disziplinlose „wilde Beuten“ zu verhindern und stattdessen die „gemeinen Beut“ gerecht zu verteilen, setzte der Obrist hierzu einen von der Gemein aus ihren Reihen gewählten Beutmeister ein.
- Der Wachtmeister sorgte für Bewachung, Sicherung und Befestigung des Lagers.
- Da auf je etwa zehn Landsknechte ein Wagen gerechnet wurde, kam bei großen Feldzügen ein beträchtlicher Fuhrpark zusammen, für dessen Marschordnung und das Rangieren und Manövrieren der Wagen zur Wagenburg ein Wagenmeister bestellt wurde.
- Bei großen Heeresverbänden forderten die Amtsträger auch als persönlichen Stellvertreter einen Locotenens (lat. „Locumtenens“ = Platzhaltender, verdeutscht auch Leutinger genannt; heute: Leutnant) oder gar einen eigenen „Staat“ mit Trabanten, Gesinde und Dolmetschern.

#### Im Fähnlein
Das Fähnlein, der taktische Gefechtsverband der Landsknechte, umfasste etwa 300 Pikeniere und 100 Doppelsöldner, darunter 50 Arkebusiere und 50 Hellebardiere, doch verschob sich das zahlenmäßige Gewicht im Laufe der Zeit zugunsten der Arkebusiere.
Der Hauptmann oder Kapitän war der Führer eines Fähnleins. Als Vorbild kämpften die Hauptleute gewöhnlich in den vorderen Reihen neben den Doppelsöldnern mit Schwert, Streitaxt oder Hellebarde. Häufig wurden sie auch von ranggleichen Gegnern zum Duell gefordert.
- Auch der Hauptmann hatte seinen eigenen „Staat“ mit Stellvertreter (Locotenens), zwei Trabanten, einem Leibburschen, dem Koch, einem reisigen Knecht (= berittenem Boten), Roßburschen und bei Bedarf auch einem Dolmetscher.
- Eine wichtige Aufgabe hatte der Fähnrich, ein „starker, hochgewachsener Kriegsgesell im kräftigsten Mannesalter“, dem die gewaltig große Fahne anvertraut wurde, dem Symbol für die Tapferkeit, den Mut und die Ehre des Fähnleins.
- Der Fähnrich war zusammen mit dem „Spiel“, d. h. Trummetschlager (Trommler) und Pfeifer, beim Sammeln, Marschieren oder im Gefecht das Zentrum des Kriegshaufens und gab optische Marsch- und Bewegungszeichen, woraus sich später die Funktion des Tambourmajors ableitete. Ihm zur Seite standen zwei „Spiele“: Je ein Pfeifer mit sechslöchriger, zylindrisch gebohrter Querpfeife und ein Trommler, welcher auch den Parlamentär für Verhandlungen mit dem Feind begleitete. Dieser trug am Bandelier die hohe hölzerne, kalbfellbespannte Trommel, vor der Brust eingesteckt die Trommelstöcke, wenn er mit diesen nicht gerade den fünfschlägigen Marschtakt schlug. Trommeln und Pfeifen gaben im Lager das Zeichen für Wecken, Alarm und Sammeln, zur Vergatterung der Wachen und zum Zapfenstreich, und sie spielten Landsknechtlieder auf dem Marsch, mitunter aus allen Fähnlein zur Regimentsmusik zusammengefasst, und sorgten so – auch wenn der Gleichschritt noch unbekannt war – für die Marschordnung.
- Im Fähnlein waren zudem ein Feldscher als Sanitäter und Wundarzt für das körperliche und
- ein Feldkaplan als Geistlicher für das seelische Heil der Landsknechte zuständig.
- Ein besonders erfahrener Landsknecht wurde vom Obristen zum Feldwebel bestimmt. Seine Aufgabe war es, die Landsknechte im Waffengebrauch zu drillen und im Formationskampf zu unterweisen. Außerdem kümmerte er sich um Diensteinteilungen und die Organisation des Innendienstes. Dabei wurde er von Führungsgehilfen unterstützt, die monatlich von den Landsknechten durch Abstimmung per Handzeichen, die „Handmehr“, selbst gewählt wurden und vom Schreiber auf der Trommel mit Kreide notiert wurden. Diese übernahmen die gerechte Verteilung von Quartieren und Proviant, das Austeilen von Munition und die Einteilung von Wachdiensten. Sie versahen ihre Ämter mit Kurzer Wehr, konnten also entlastet vom langen Spieß ihren Dienst beweglicher versehen.
- Dazu zählten zwei Gemeinwebel,
- der „Führer“ (später auch Guide genannt) zur Wegeerkundung und Aufklärung,
- der Fourier zur Quartiererkundung und
- die Ambesanten, Amissaten (von franz. ambassade) oder Ambrosaten als Vertrauensleute.
- Jeweils etwa zehn Mann oder sechs Doppelsöldner wählten sich einen Rottmeister, einen erfahrenen Doppelsöldner vergleichbar den späteren Unteroffizieren, zum Führer ihrer Rotte.

#### Besoldung
Die Besoldung der Landsknechte war einheitlich geregelt. Die Auszahlung erfolgte bei der Anmusterung und danach monatlich. Der Soldmonat zählte 28 Tage, also vier Wochen, wobei auch nach jedem Gefecht ein neuer Soldmonat begann. Richtwährung war der Rheinische Gulden zu je 15 Batzen, 60 Kreuzern, 240 Pfennig oder 480 Hellern. Mitunter wurden auch ein zusätzlicher Schlacht- und Sturmsold, Rock- oder Kleider- oder Rüstgulden sowie Wartgeld bei Verzögerungen des Abzugs gezahlt. Hinzu kam die Aussicht auf Beute nach siegreichem Gefecht, weshalb auch Knechte ohne Soldverpflichtung in sogenannten Freifähnlein mit in den Feldzug zogen. Die Besoldung der Landsknechtheere basierte zu Beginn des 16. Jahrhunderts auf dem Faktor Vier, da einfache Landsknechte vier Gulden (in Norddeutschland Taler) in Silber ausgezahlt bekamen und damit deutlich mehr Lohn erhielten als ein Groß- oder Vollknecht. Bemessen an Lebenshaltungskosten von ein bis zwei Gulden war der Sold damit anfangs recht hoch, blieb allerdings dann trotz zunehmender Teuerung während des 16. Jahrhunderts gleich. Eine regelmäßige und angemessene Besoldung war nicht immer der Regelfall, was Meutereien und ungeordnete Plünderungen nach sich zog.
Der Sold betrug:
| Amt | Sold               |
| --- | ------------------ |
| Obrist | –400 Gulden        |
| Obrist-Locotenens                                                                                                | –200 Gulden        |
| Hauptmann, Schultheiß, Profoss, Feldarzt/Feldscher, Schanz-, Wacht-, Quartier-, Proviant-, Pfennig-, Zeugmeister | 0–40 Gulden        |
| Schreiber | 0–24 Gulden        |
| Leutinger/Locotenens, Fähnrich                                                                                   | 0–20 Gulden        |
| Hurenwebel, Kaplan, Feldwebel                                                                                    | 0–12 Gulden        |
| Büchsenmeister                                                                                                   | 8–16 Gulden        |
| Doppelsöldner, Gemeinwebel, Trommler, Pfeifer, Führer, Fourier, Dolmetscher, Koch                                | 00–8 Gulden        |
| Schneller | 00–6 Gulden        |
| Arkebusier, Hakenschütze                                                                                         | 00+1 Gulden Zulage |
| Landsknecht, Trabant, Fuhrknecht, Bursche                                                                        | 00–4 Gulden        |

### Rechtsordnung

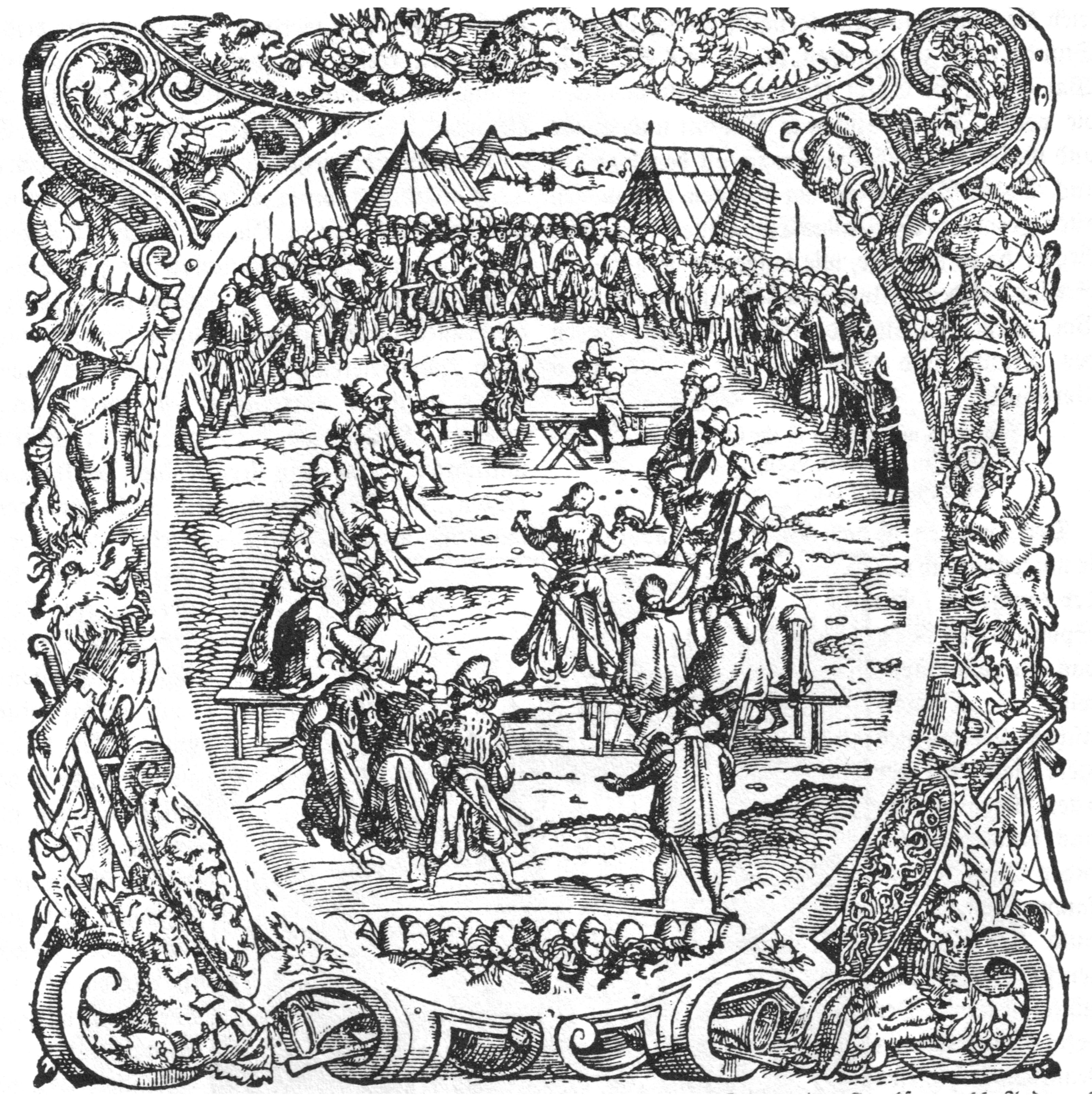
Gerichtsverhandlung im Ring, Eisenradierung Aus dem Frundsberger Kriegsbuch von Jost Amman 1566

Als besonderes Privileg hatten die Landsknechte das Recht auf eine eigene gewerkschaftsähnliche Interessenvertretung, welche interne Angelegenheiten der Gemein eigenständig regelte. Tagungsstätte war der „Ring“, in den die Vollversammlung der Knechte ihre gewählten Vertrauensleute wie Gemeinwebel, Führer oder Ambrosaten als „Ringfertige“ entsandten. Im Ring wurden Entscheidungen im Namen der Gemein getroffen, Streitigkeiten geschlichtet, Strafverfahren durchgeführt und Urteile gesprochen: Was alle anging, musste auch von allen entschieden werden. Außerhalb des Ringes abgehaltene Versammlungen galten als unbillig, wurden daher argwöhnisch betrachtet und sogar als Meuterei eingestuft und geahndet. Nach außen besaßen die Ambrosaten als Beschwerdeführer oder Antragsteller respektable Macht und vertraten selbstbewusst die Forderungen der Landsknechtgemeinschaft gegenüber Offizieren und Obrist.
Persönliche Auseinandersetzungen wurden nach strengen Regeln im Zweikampf mit dem Landsknechtschwert ausgetragen. Bei schweren Straftaten traten unter Leitung des Schultheißen zwölf Geschworene aus der Gemeinschaft nach der Halsgerichtsordnung zum Malefizgericht zusammen und tagten im „Ring“, der öffentlichen Vollversammlung des Kriegshaufens. Bei der „Vergatterung“ (Versammlung) im „Ring“ herrschte strenge Disziplin, es durfte weder geflucht noch ungefragt gesprochen werden. Die Vertreter der Streitparteien – meist Führer und Gemeinwebel als Fürsprecher des Beschuldigten und der Profoss als Militärpolizist und Anklagevertreter – trugen ihre Anliegen vor. Der Beklagte konnte bis zu dreimal um Vertagung bitten, um Zeugen oder Beweise zu beschaffen, spätestens bei der vierten Sitzung aber mussten die Geschworenen urteilen. Prügelstrafen oder andere als entwürdigend angesehene Maßnahmen waren untersagt, schwere Vergehen wurden mit dem Tod bestraft, wobei der Scharfrichter den Delinquenten mit dem Schwert enthauptete.
Sahen die Landsknechte des Fähnleins dessen Ehre durch besonders ehrenrührige oder schändliche Missetaten beschmutzt, so forderte die Landsknechtgemeinde das aus altem Femerecht abgeleitete „Recht vor dem gemeinen Mann“ beim Obristen ein, um durch eigene Rechtsprechung die Ehre des Fähnleins wiederherzustellen. Die Leitung des Gerichtsverfahrens oblag dem Feldweibel. Angeklagter – der „arme Mann“ – und der Ankläger – der Profoss – bekamen je einen Fürsprech, und 38 Knechte wurden als Schöffen ins Gericht berufen. Kam es zum Schuldspruch, so trat das Fähnlein am darauffolgenden „nüchternen“ Morgen zum „Recht der langen Spieße“, dem Spießrutenlauf an. Die Landsknechte traten in drei Gliedern zur Gasse an, an deren Ende rollte der Fähnrich die Fahne ein und rammte sie in den Boden, um diese erst nach vollzogener Sühne wieder flattern zu lassen. Der Verurteilte hatte nun vor seinen Kameraden zu bekennen, dass er ihnen deren Urteil verzieh. Anschließend durchschritt er drei Mal begleitet vom Profoss die Gasse, um von allen Kampfgefährten Abschied zu nehmen und sie um Verzeihung für seine Schandtat zu bitten. Zum Schluss schlug der Profoss dem Verurteilten im Namen der Dreifaltigkeit dreimal auf die Schulter, dann durchschritt dieser im Trommelwirbel die Gasse, um dort durch die gefällten Spieße seiner eigenen Genossen gerichtet zu werden.

## Gefechtseinsatz

### Bewaffnung

#### Stangenwaffen

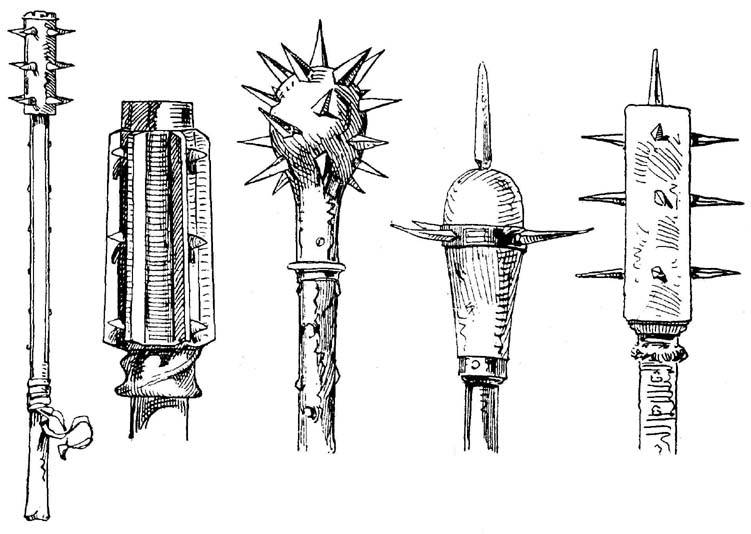
Morgensterne
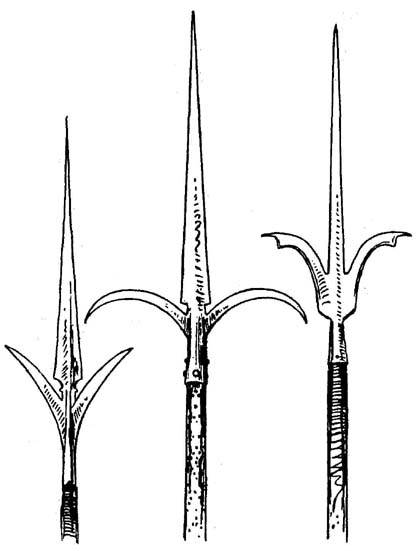
Spieße
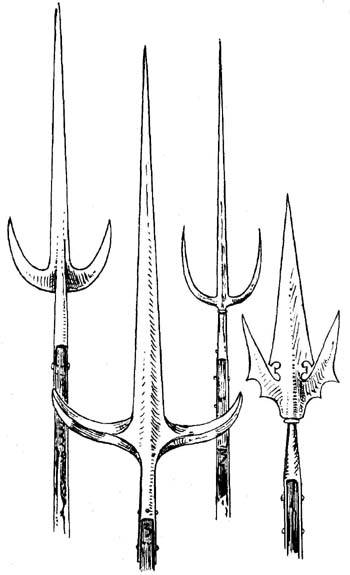
Spetum oder Runke
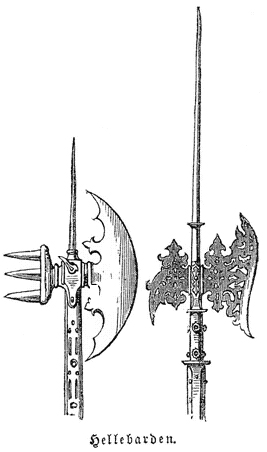
Hellebarden

Die Hauptwaffe der Landsknechte war der Langspieß, ab 1560 als Pike bezeichnet; eine bis zu sechs Meter lange Stangenwaffe mit knapp 30 cm langer Spitze. Manche Spießer, Spießgesellen, Spieß- oder auch Spitzbuben befestigten einen Fuchsschwanz als Glücksbringer an ihrer Pike. Die mit einer Länge von etwa zwei Metern deutlich kürzere Hellebarde wurde von den Unterführern und Doppelsöldnern getragen. Der Feldwebel (im späteren Militärjargon als „Spieß“ etabliert) und die Gemeinwebel richteten mit ihr die Reihen aus und stellten so die Geschlossenheit der Formation sicher. Als Varianten der Hellebarde kamen auch Glefen und Partisanen, anfangs auch der Schefflin genannte Wurfspieß und der Morgenstern zum Einsatz.

#### Schwerter

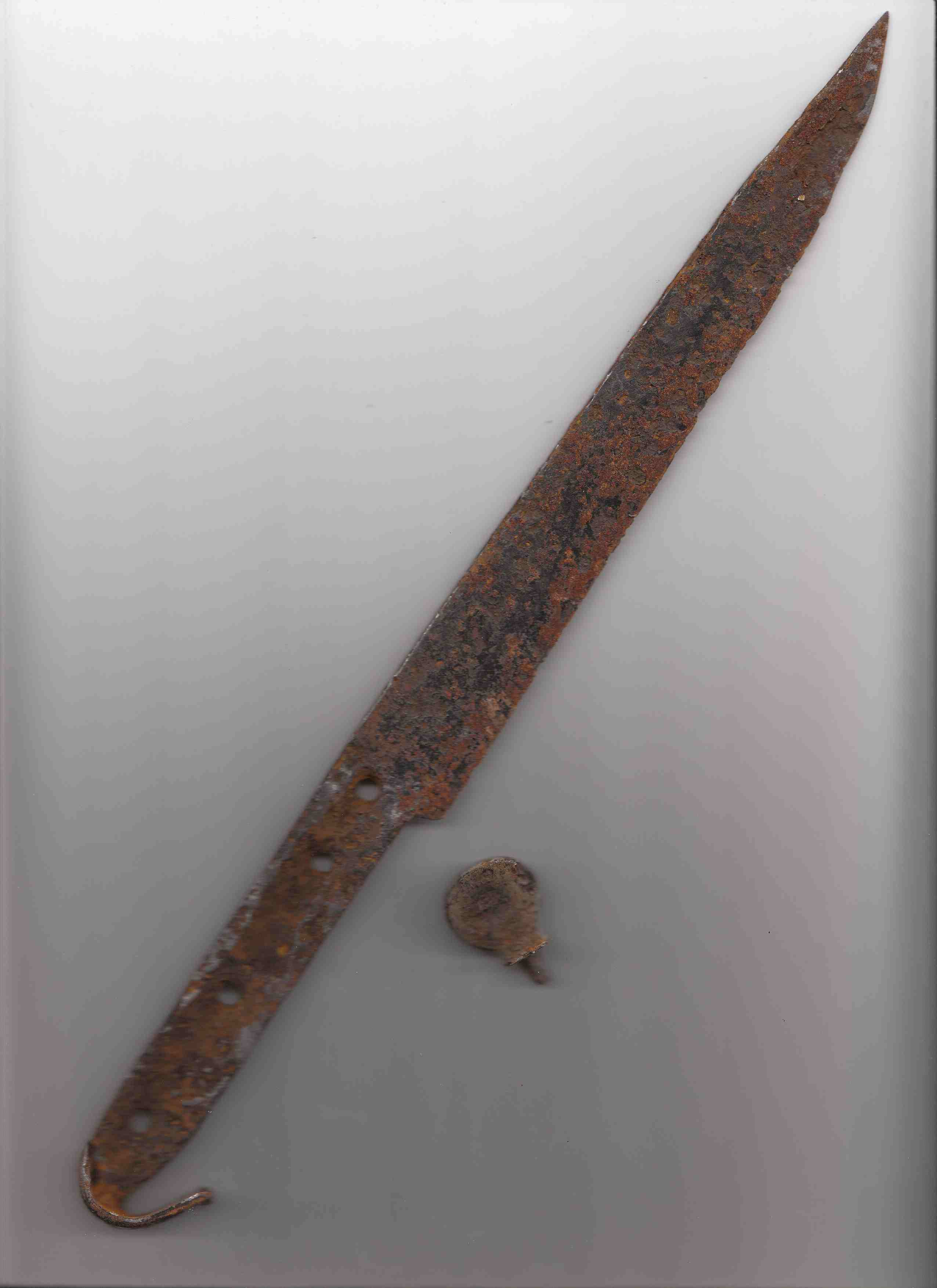
Trossknechte und Schanzbauern verfügten oft nur über ein einfaches Langmesser, die  Bauernwehr
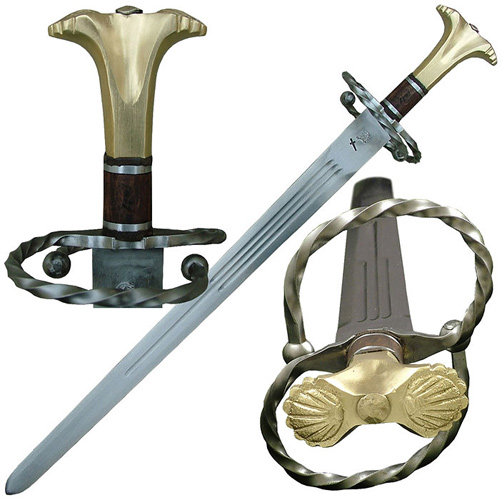
Der Katzbalger war das gemeine Landsknechtschwert
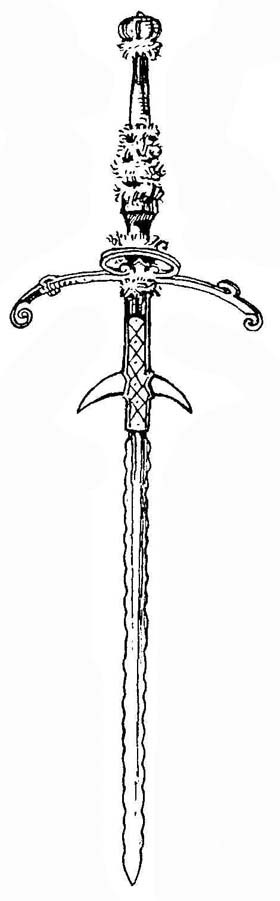
Der ebenfalls zweihändige Flamberger

Das Landsknechtschwert war der Katzbalger mit kurzem Griff, S-förmiger Parierstange und stumpf zulaufender Klinge, dazu manchmal die langmesserartige Kurz- oder Bauernwehr als Stichwaffe. Auch der Anderthalbhänder, ein degenförmiges Schwert mit schmaler Klinge, wurde gelegentlich eingesetzt. Einige Doppelsöldner kämpften mit gewaltigen Zweihänderschwertern oder Bi(den)händern, bei geflammter Klinge Flamberge genannt, die länger als 1,60 Meter sein konnten. Sie besaßen eine sehr lange und breite Klinge, einen sehr langen Griff mit langen, an den Enden gebogenen Parierstangen und zumeist Faustbügeln, mit denen geübte Fechter kunstfertige Manöver ausüben konnten. Diese mussten durch das Zeugnis eines Fechtmeisters nachweisen, dass sie dieses Schwert beherrschen. Meist dienten diese unhandlichen und im Gefecht schwer zu führenden Waffen jedoch repräsentativen Zwecken.

#### Handfeuerwaffen

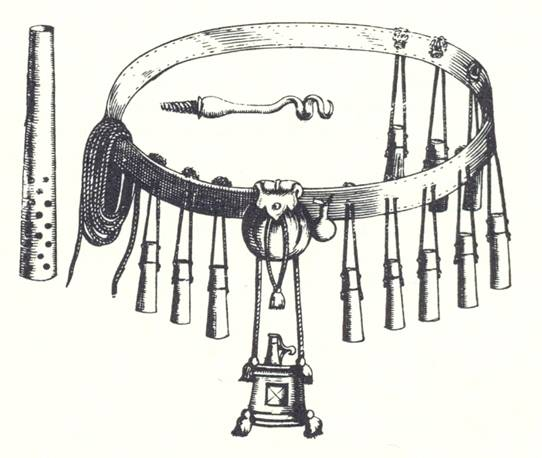
Bandelier eines Hakenschützen
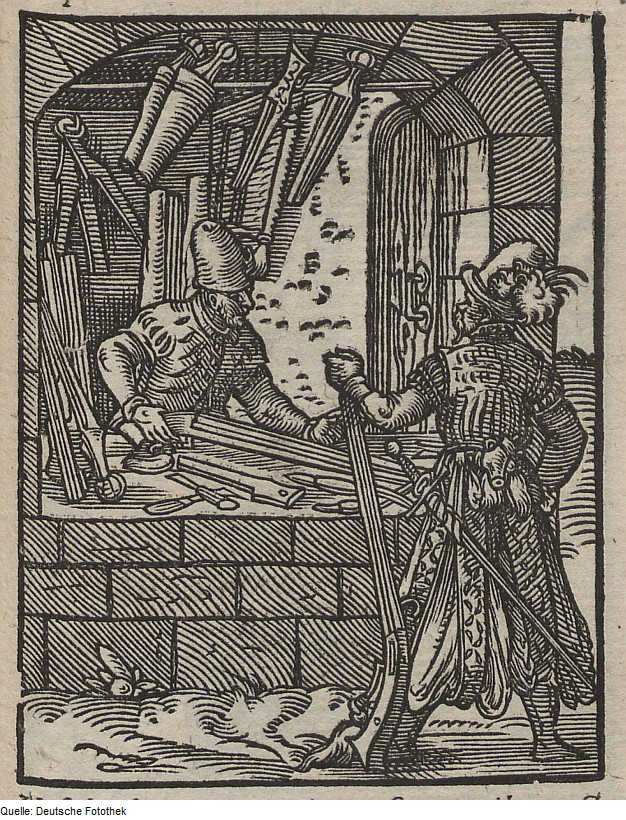
Arkebusier und Büchsenmacher
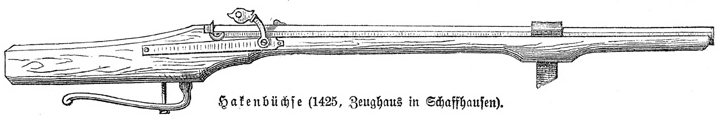
Hakenbüchse oder Arkebuse
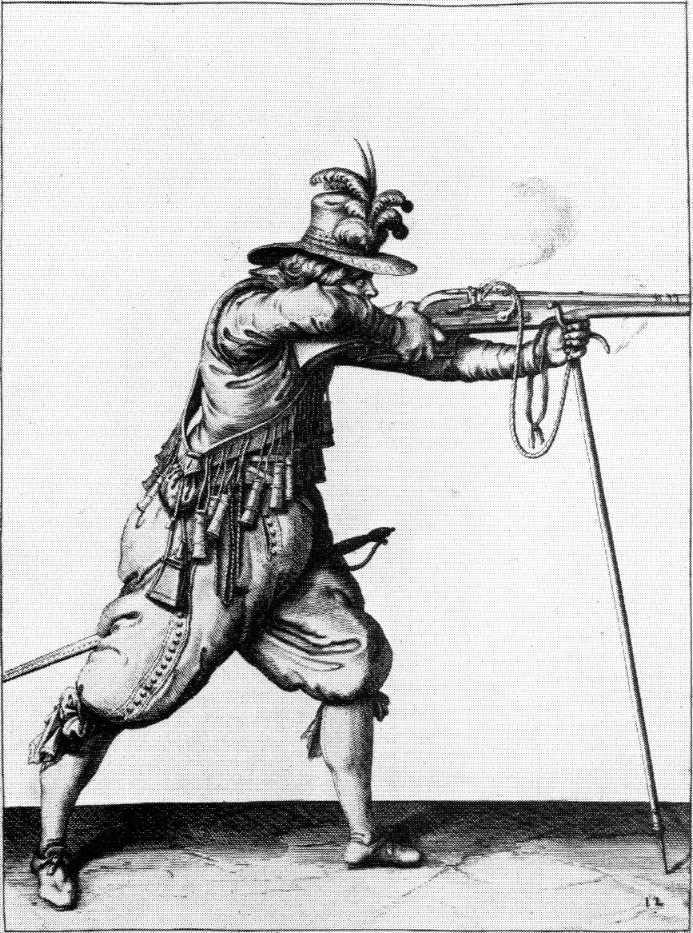
Musketier mit Gabelmuskete

Vor ihren schweizerischen Rivalen ersetzten die deutschen Landsknechte die Armbrust vollständig durch Handfeuerwaffen. Obwohl diese bewährte Armbrust schnell gespannt war, lautlos den Bolzen verschoss, keinen Pulverdampf verursachte, auch bei schlechtem Wetter einsetzbar war und eine verheerende Wirkung sogar gegen gepanzerte Reiter erzielen konnte, nahm sie Kaiser Maximilians 1507 durch Verordnung aus dem Gebrauch und ließ einen Teil der Doppelsöldner mit Hakenbüchsen oder Arkebusen bewaffnen, die in den Werkstätten von Nürnberg, Augsburg, Suhl und Tirol gefertigt wurden. Solche Luntenschlossgewehre konnten auf eine Schussweite von etwa 400 Schritt Harnische oder Brustpanzer durchschlagen. Das Laden war jedoch umständlich und der Umgang mit den unhandlichen und 20 kg schweren Waffen mühsam und zeitaufwendig, und der schwere Rückstoß, der gefährliche Umgang mit dem explosiven Zündpulver und die schwere Handhabung, die nur aufgelegt auf einer Stützgabel möglich war, erforderten Geschick, Kraft und Übung. Die Gabel war leicht genug, dass der Schütze sie neben der Büchse tragen konnte, und sie ließ sich beim Anschlagen nach allen Seiten drehen. Während des Ladens hielt sie der Schütze an einer ledernen, über den linken Arm gestreiften Schleife. Zielen und Treffen war – außer auf kürzeste Distanz – jedoch eher Zufall: Da die Kugel Spiel haben musste, um die Arkebuse mühelos laden zu können, schlotterte das Geschoss beim Abfeuern im Lauf und verließ den Lauf wenig zielgenau.
Der Hakenschütze trug ein über die linke Schulter und quer über die Brust gehängtes Bandelier, an dem die Zündkrautflasche und elf einzelne Holzfläschchen mit Treibladungen hingen. Hinzu kam die mit den 80 g schweren, 30 mm dicken Bleikugeln gefüllte Ledertasche. Im weiteren Verlauf des 16. Jahrhunderts lösten leichtere Musketen die unhandlich-schweren Hakenbüchsen ab, auch kamen erste Radschlosspistolen im Nahkampf zum Einsatz.

#### Rüstung

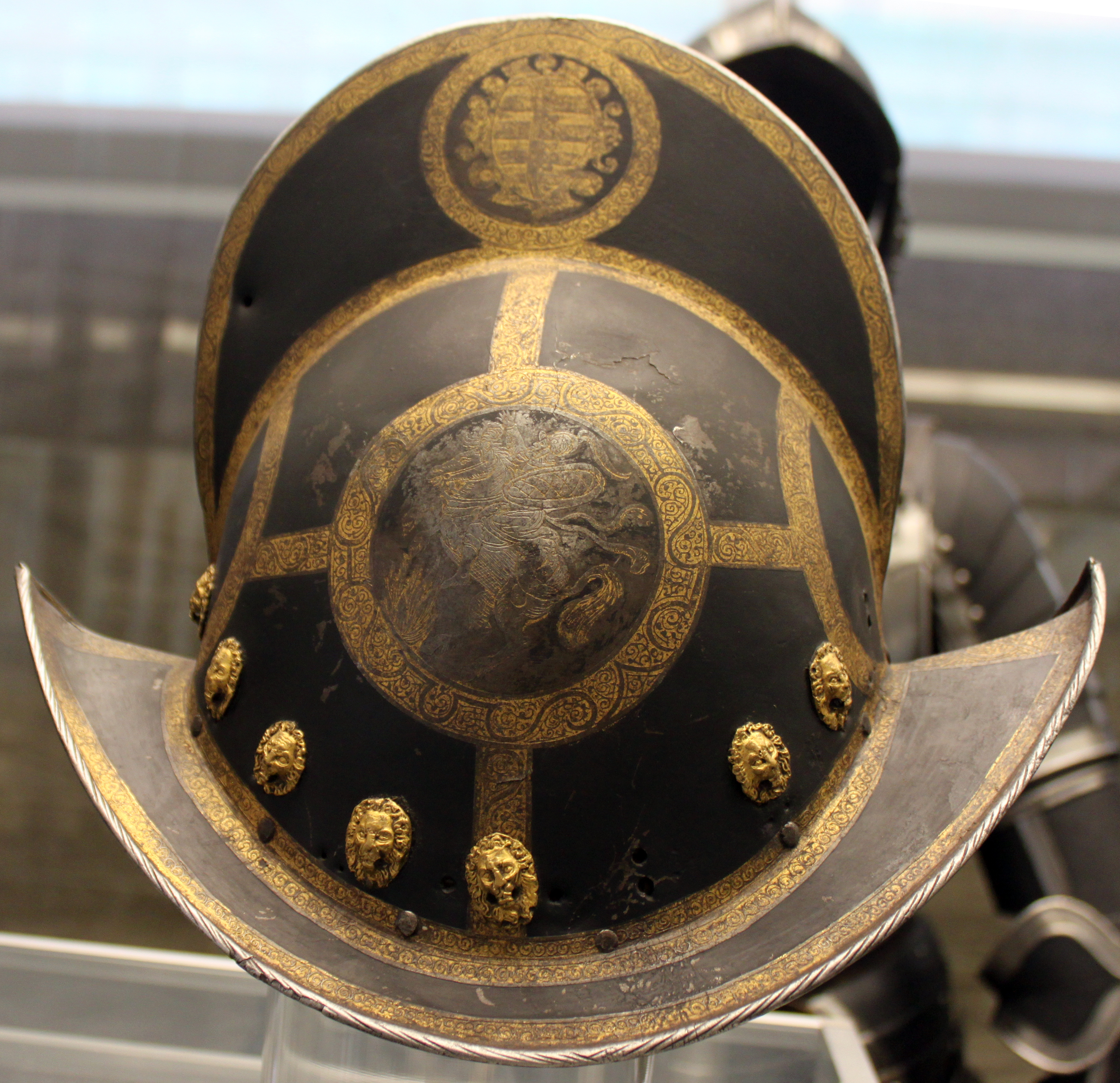
Prächtig verzierter Morion, ca. 1580
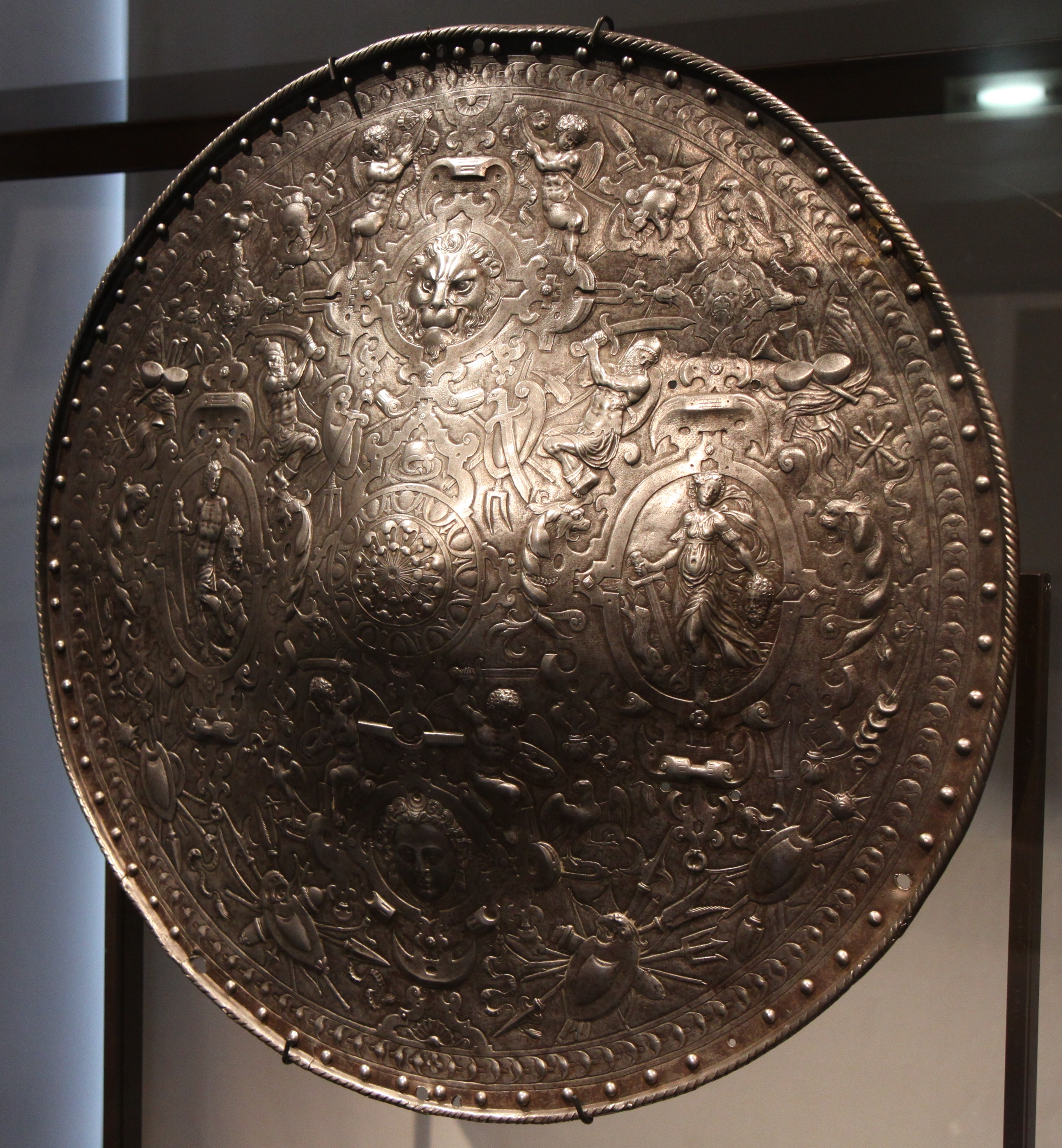
Gelegentlich verwendeten einzelne Fußkämpfer auch die   Rundtartsche oder Rondache zum Schutz im Nahkampf
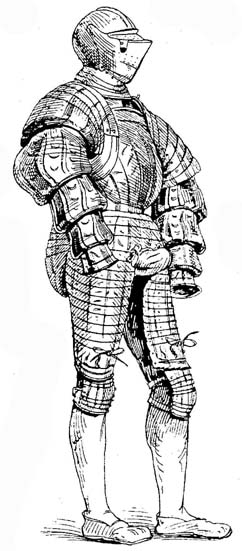
Vollharnisch, erste Hälfte des 16. Jahrhunderts
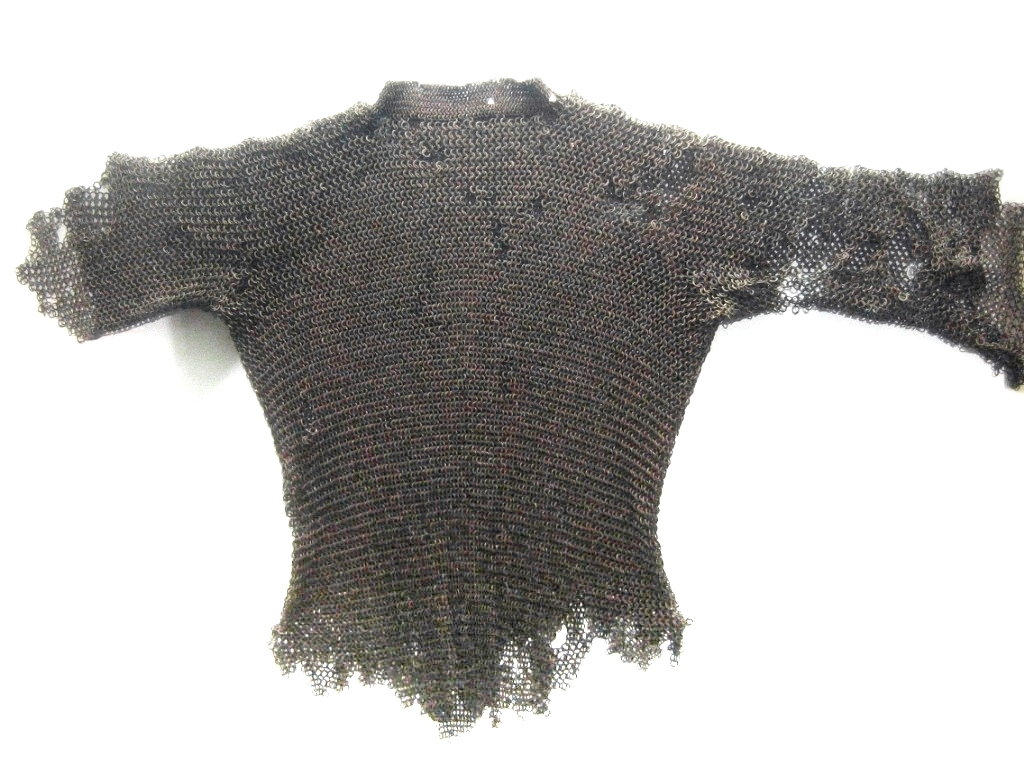
Kettenhemd aus dem Spätmittelalter

Nur ein Teil der Landsknechte, meist Offiziere und Doppelsöldner, war durch einen Harnisch geschützt. Manche Pikeniere und Hellebardiere trugen Kettenhemd, Brigantine, Kürass beziehungsweise Korazin oder Brustpanzer, mitunter mit Beinschienen zum Schutz der Oberschenkel. Dabei wurde meist die teure Rückenplatte eingespart. Der Preis eines Pikenierharnischs betrug üblicherweise zwölf Gulden, also den Sold für drei Monate. Verbreitung fand auch der Bischofskragen, ein Kettengeflecht, das den Hals- und Schulterbereich bedeckte. Manche Landsknechte trugen eine stählerne Hirnhaube, einen Birnenhelm oder einen Eisenhut, bis sich zu Beginn des 16. Jahrhunderts als „Kopfbedeckung nach Burgunder Art“ die Sturmhaube und später der Morion durchsetzten.
Die Hauptleute schützten sich meist durch einen nahezu vollständigen Harnisch, da sie in den vordersten Reihen der Formation kämpfen mussten. Allerdings konnten sie sich im Gegensatz zu den einfachen Landsknechten auch einen derartigen Körperschutz leisten. Die Obristen legten bei der Wahl ihrer Rüstung großen Wert auf Repräsentation. Zu einem qualitativ hochwertigen Feldharnisch erwarben manche einen Rossharnisch für ihr Pferd.

### Artillerie

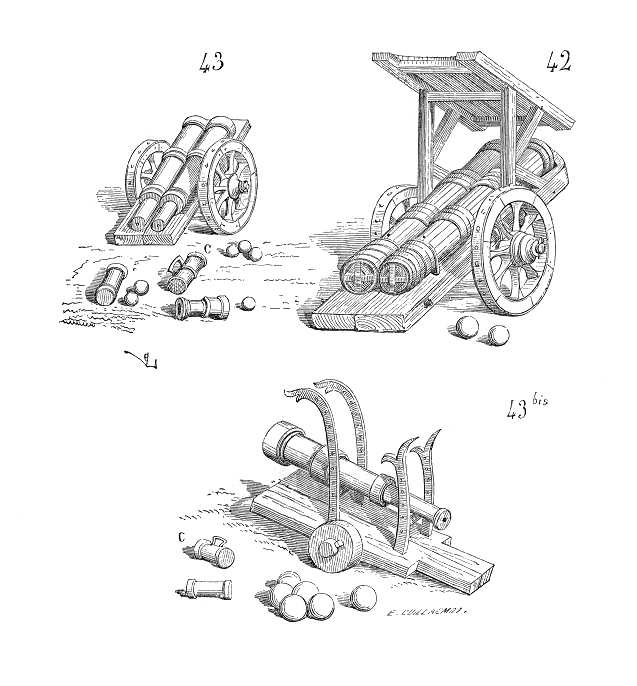
Verschiedene Geschütztypen
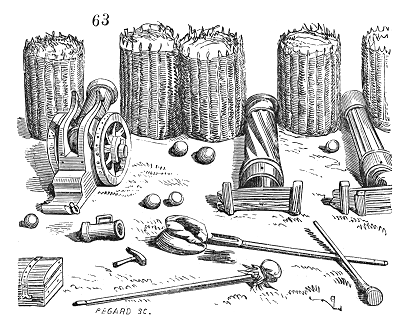
Mit Gabionen gedeckte Geschützstellung
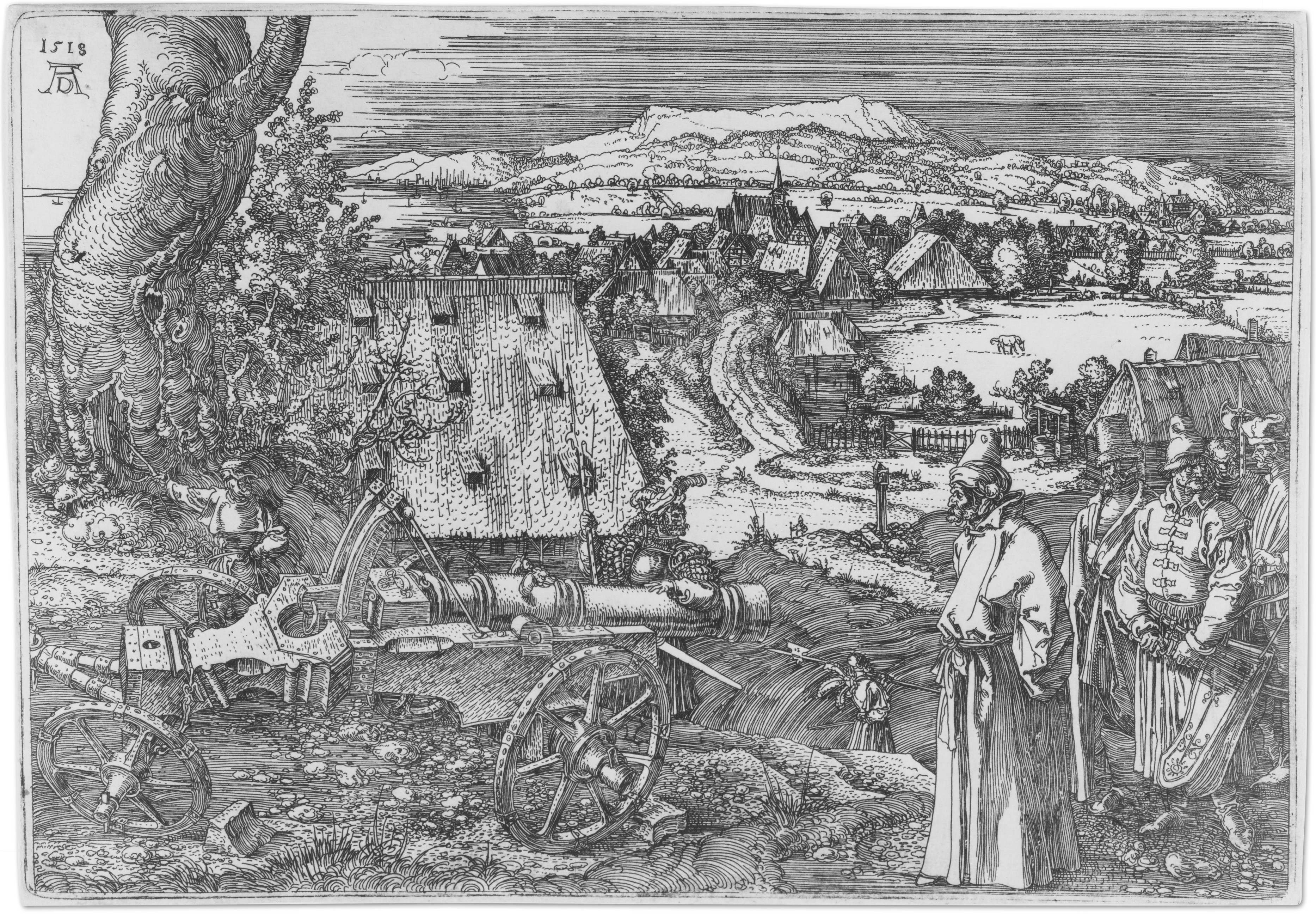
Für den Türkenkrieg bereitgestellte Feldschlange der Stadt Nürnberg, nach einer Darstellung von Albrecht Dürer
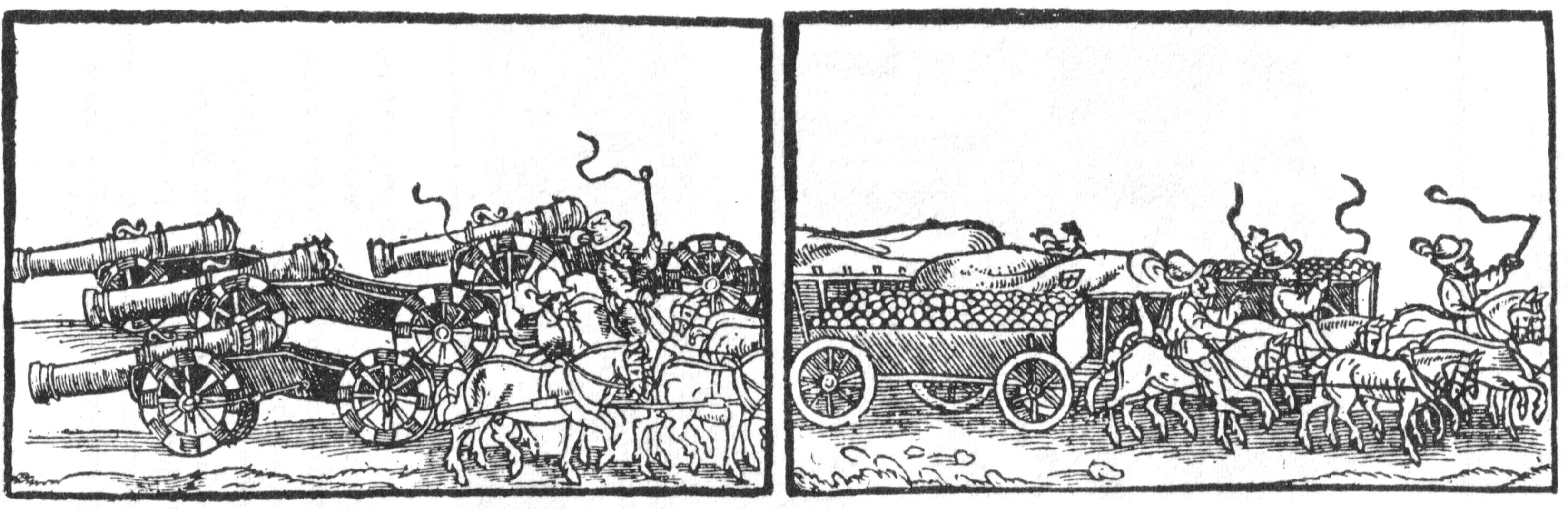
Geschützzug und Pulverwagen der Artillerie, Holzschnitt aus Solms Kriegsbuch 1559–1560
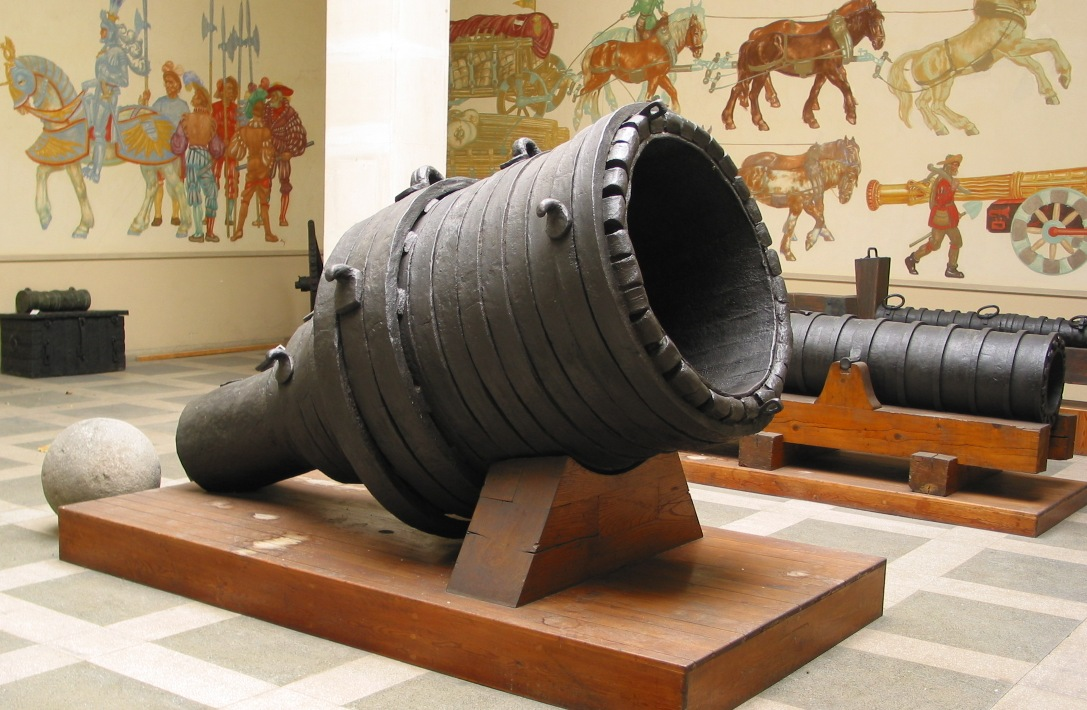
Pumhart von Steyr, Riesengeschütz, 15. Jh. (Heeresgeschichtliches Museum)
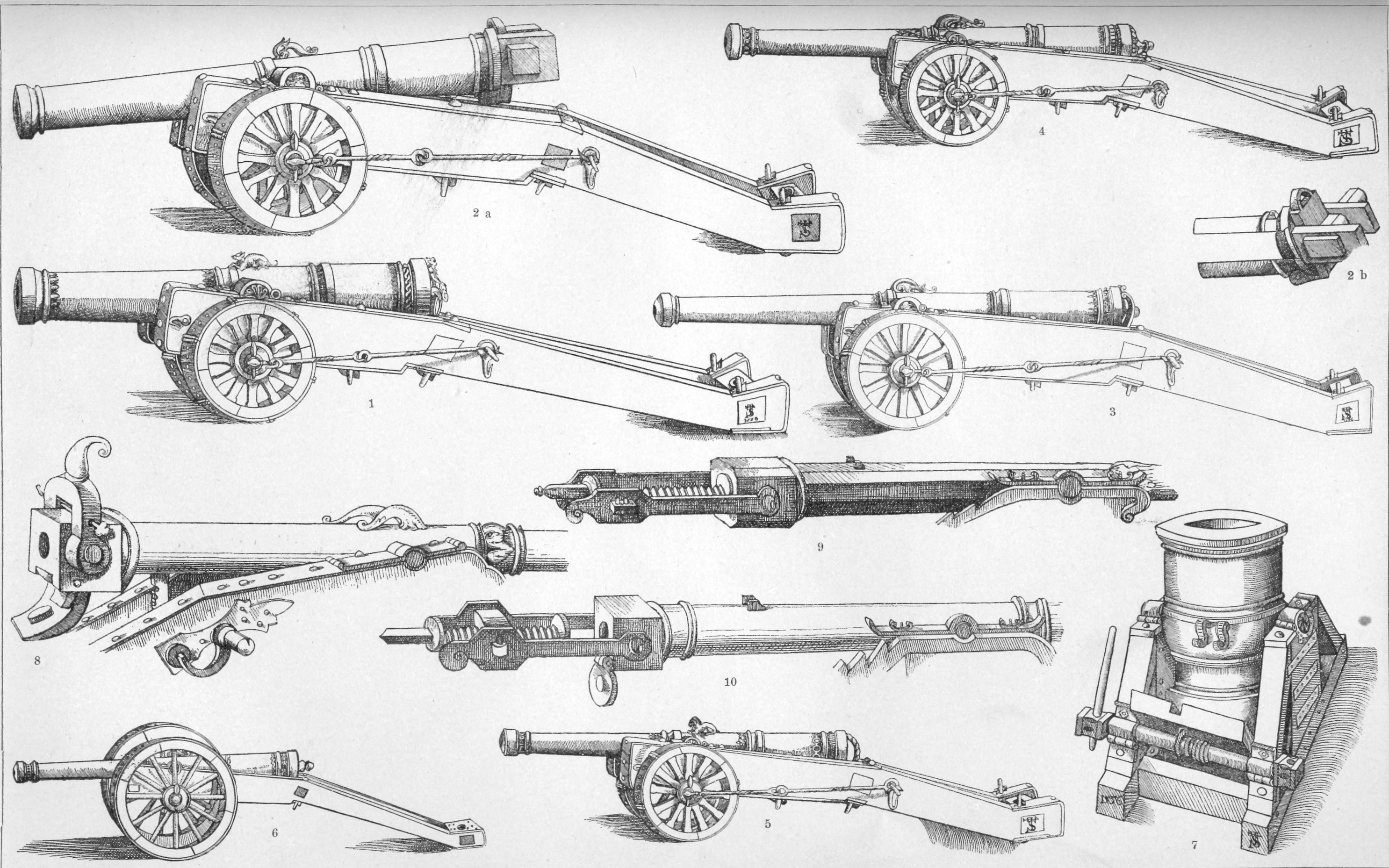
Geschütze aus dem Kriegsbuch des Reinhard zu Solms
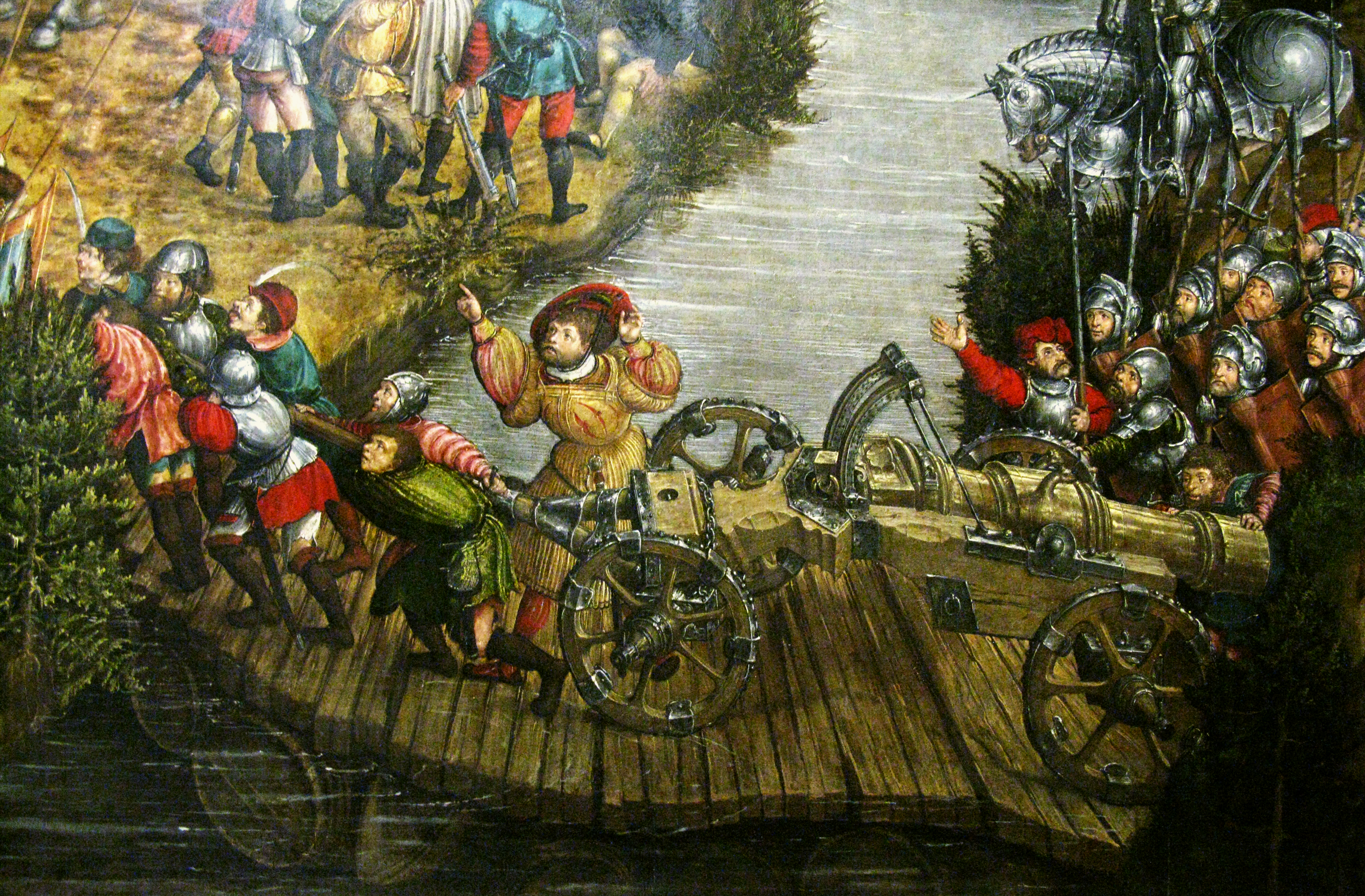
Schweres Geschütz um 1514
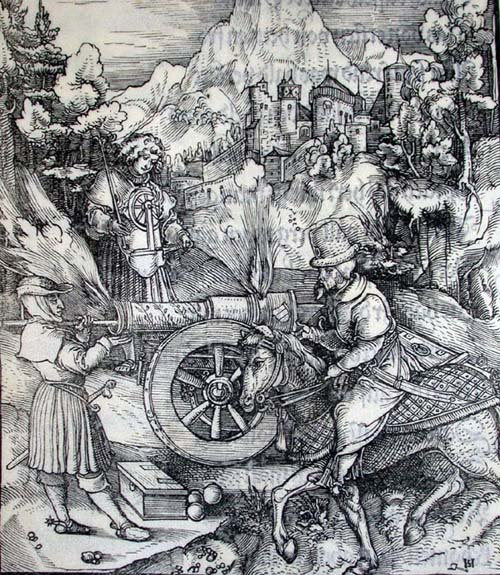
Holzschnittillustration (Österreichische Nationalbibliothek, Wien)

Die „Arckeley“ oder Artillerie des Landsknechtheeres besaß eine rechtliche und organisatorische Sonderstellung. Büchsenmeister oder Stückmeister dienten fest angestellt als Kriegsingenieure und Artillerieoffiziere. Unter ihrer Leitung arbeiteten Feuerwerker, Glockengießer, Schmiede, Pulvermacher, Zimmerleute und andere Handwerker. Kommandiert wurde sie von dem Obersten Feldzeugmeister, der bei der Plünderung einer eroberten Stadt ein Anrecht auf sämtliche intakten Geschütze und sonstige Waffen der besiegten Gegner hatte. Ein Drittel dieser Beute musste jedoch dem Obristen übergeben werden. Für den Transport der Geschütze war der Geschirrmeister zuständig, während der Zeugwart über die Munition und den eigenen Tross der Artillerie wachte.
Die Artilleristen verfügten über ihr eigenes Rechtswesen und durften nicht vom Profoss belangt werden. Gelang es gar einem Landsknecht, der eines Verbrechens beschuldigt war, auf der Flucht vor dem Profoss ein Geschütz zu berühren, durfte er innerhalb der darauf folgenden 72 Stunden nicht festgenommen werden, solange er sich dabei nicht mehr als 24 Schritte von dem Geschütz entfernte. Dabei galt, dass der Verfolgte durch Berühren des Geschützes zu verstehen gab, dass er Landsknecht der Artillerie sei, die innerhalb des Heeres nur ihrem Hauptmann gegenüber verpflichtet war. Da Geschütze in der Regel nicht längere Zeit unbeaufsichtigt blieben, konnte der Verfolgte damit rechnen, dass innerhalb von 72 Stunden ein Angehöriger der Artillerie auf seinen Fall aufmerksam wurde, die Identität des vermeintlichen Artilleristen feststellen konnte und ihn dann dem eigenen Rechtsvollzug zuführen konnte. Verstieß der Profoss gegen dieses Gesetz, war der Kommandant der Artillerie berechtigt, sämtliche Geschütze abziehen zu lassen.
Der Schanzmeister, meist ein erfahrener Handwerksmeister, war für das Anlegen von Feldbefestigungen verantwortlich und unterstand ebenfalls dem Hauptmann der Artillerie. Unter seiner Leitung legten die Schanzknechte, Schaufelbauern oder Trossleute Befestigungen, Notbollwerke, Bastionen, Schanzkörbe, Palisadenzäune an.
Die Besoldung der Kanoniere – Stückknechte genannt – und ihrer Rottmeister war höher als die der restlichen Landsknechte, allerdings durften sie an Plünderungen nicht teilnehmen. Auch bei der Verpflegung wurden die Artilleristen stets bevorzugt behandelt. So erhielten die Schneller genannten Ladekanoniere mit sechs Gulden monatlich 50 % mehr Sold als die Landsknechte. Diese vermuteten in der rätselhaften Kriegstechnik der Arckeley „schwarze Kunst“, Zauberei und Teufelswerk.

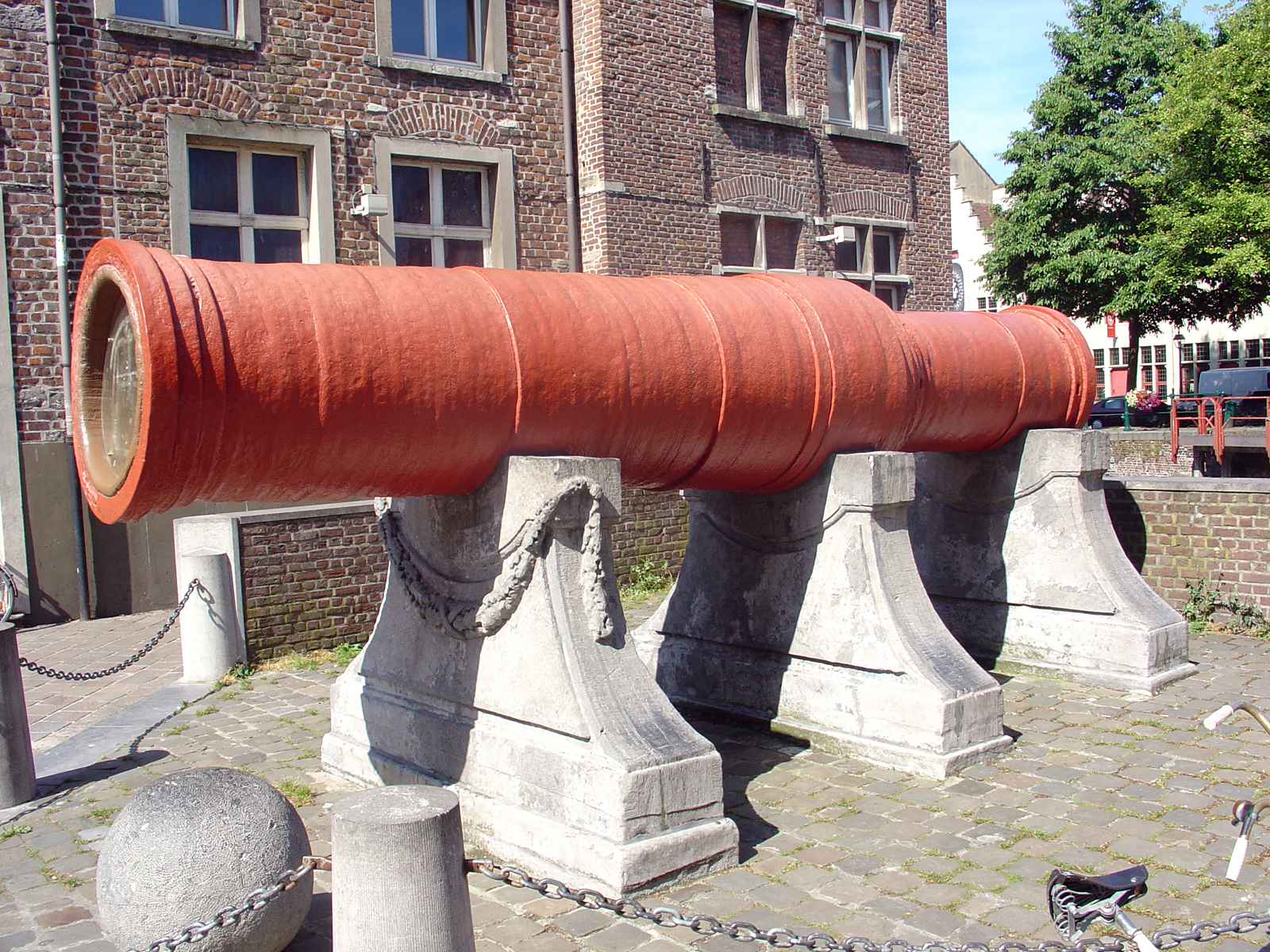
Die „Tolle Grete“, ein Riesengeschütz aus dem 15. Jh.

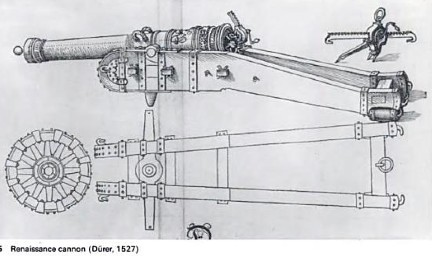
Feldgeschütz aus dem 16. Jh.

Die Geschütze hatten oft klangvolle Namen, wie „Faule Magd“, „Chriemhilde“, „Spinnerin“, „Tolle Grete“ oder die „große Pumhardt“, welche heute im Heeresgeschichtlichen Museum in Wien ausgestellt ist. Es herrschte große Typen- und Begriffsvielfalt, für die Geschütze der Landsknechtheere versuchte Maximilian I. daher, einheitliche Bezeichnungen und Kategorien festzulegen.
Für den direkten Schuss im Flachfeuer (Rohrerhöhung bis 45°) dienten „Büchsen“ oder „Stücke“.
- Es gab die Scharfmetze, ein 70-pfündiges Belagerungsgeschütz, dessen Rohr von 16 und dessen Lafette von weiteren sechs Pferden gezogen wurde,
- sowie die Quarte, ein 40-Pfünder, von zwölf, beziehungsweise sechs Pferden gezogen.
- Es folgten die Feldgeschütze wie die 20-pfündige Notschlange,
- die 11-pfündige Feldschlange oder Serpent,
- die 8-pfündige Halbschlange,
- das 6-pfündige Falkonett.
- Daneben existierten Hauptbüchse, Notbüchse oder Nachtigall, Basilisk, Kartaune (eigentlich Quartane: Viertelsbüchse), Singerin, Falkaune, Ronterde, Pommer, Sau, Wagen-, Bock-, Not-, Zentner- und Riegelbüchse und das Ribauldequin oder Orgelgeschütz.
- Hinzu kam die ortsfest auf stabilen Holzbalken aufgebockte Bombarde zur Zerstörung von Festungswerken im direkten Schuss, oft hinter einem hochklappbaren Schirm aus stabilen Holzbalken,
- und die aus den Hussitenkriegen zur Verteidigung der Wagenburg übernommenen Tarasnitzen (Terrabüchsen) und Haufnitzen.
- Als Steilfeuergeschütze (Rohrerhöhung über 45°) gegen Festungen oder bei Belagerungen wurden Feuertöpfe oder Mörser, Böller, Roller und Wurfkessel verwendet, wobei zum Teil bereits pulvergefüllte Hohlkugeln als Sprenggeschosse verschossen wurden.

### Reiterei

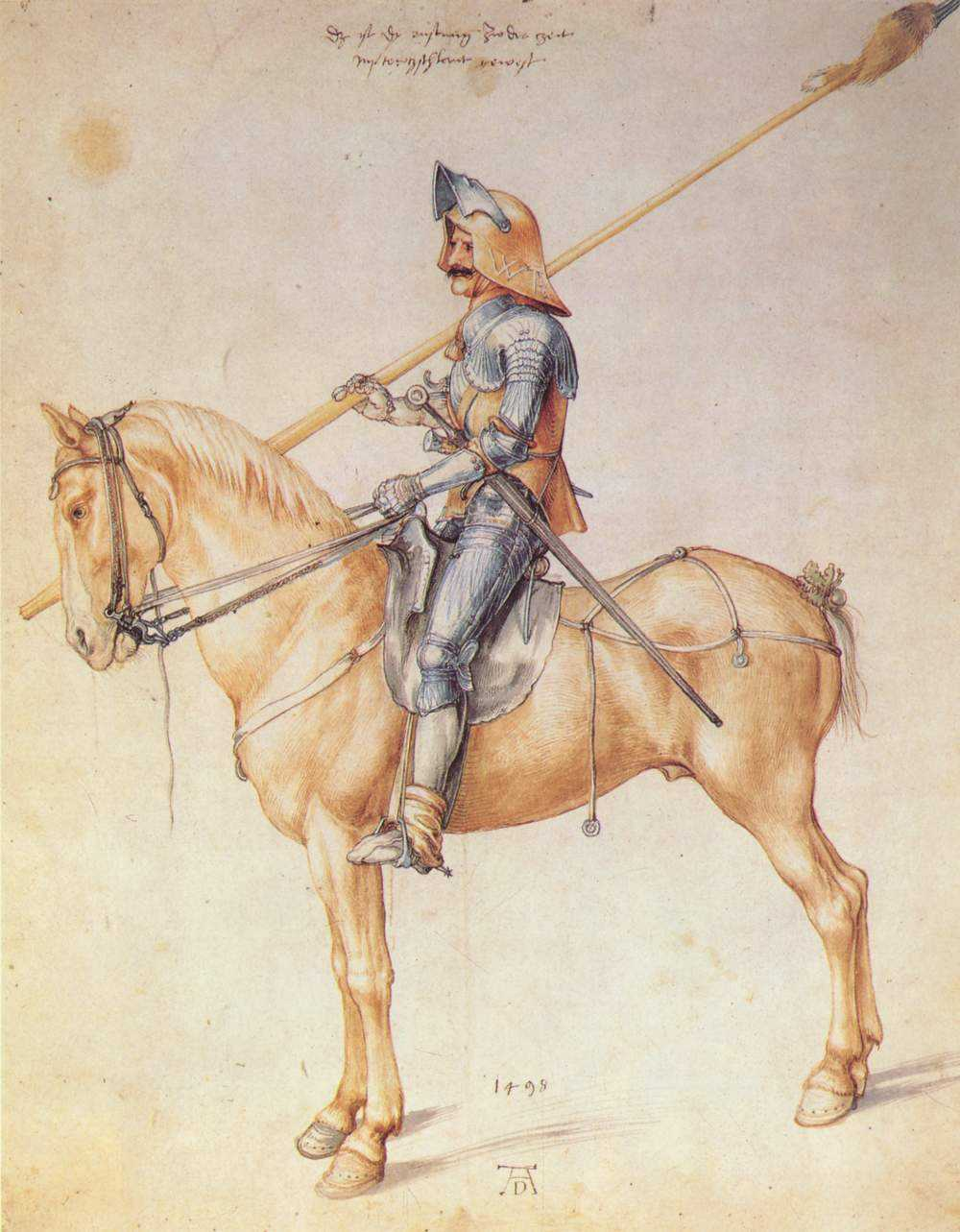
Schwerer Reiter, nach einer Studie von Albrecht Dürer aus dem Jahr 1495. An die Lanzenspitze ist ein Fuchsschwanz als Talisman geheftet.

Auch die Reiterei besaß eine rechtliche und organisatorische Sonderstellung im Landsknechtheer. Deren Waffenknechte, später auch als Deutsche Reiter bezeichnet, waren zwar ebenfalls Soldkrieger, entstammten aber meist dem Adel oder dem Patriziertum der Städte. Sie waren gepanzert und gegenüber den gemeinen Landsknechten privilegiert, was nicht selten zu Streitigkeiten und Schlägereien führte.

### Taktik

Landsknechte erstürmen eine Stadt, Darstellung aus der Schweizerchronik, erschienen in Zürich 1548
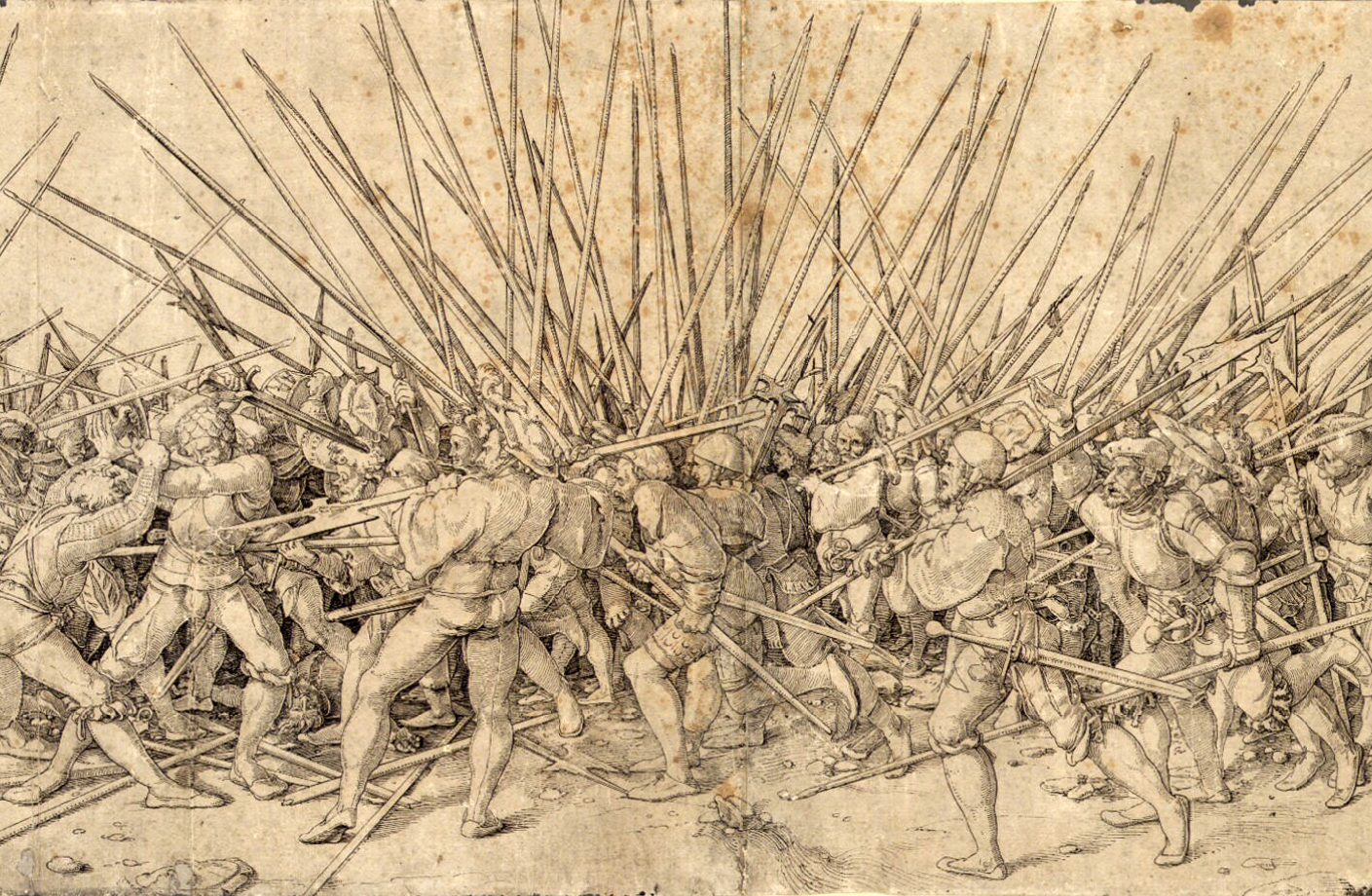
Landsknechte im Gefecht; Darstellung von Hans Holbein
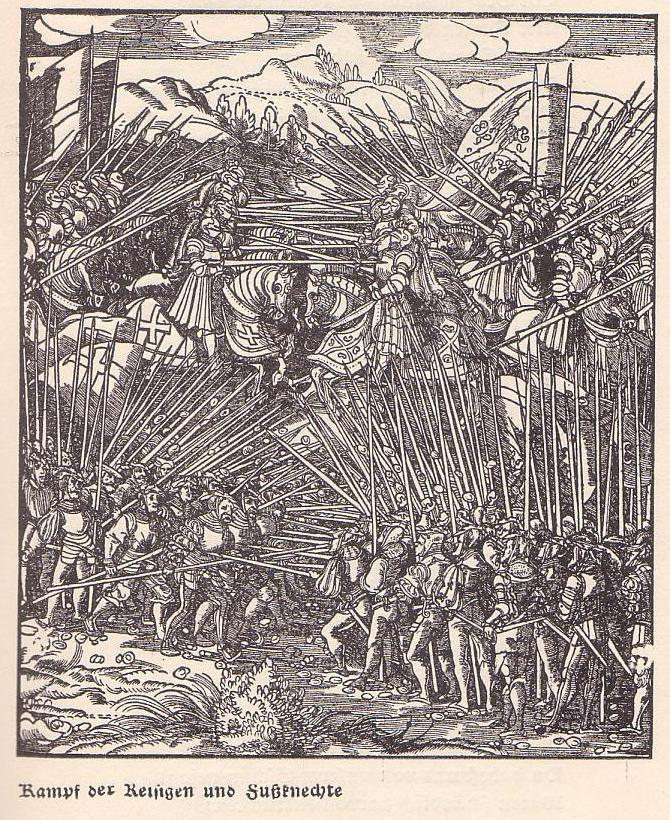
Holzschnitt von Hans Burgkmair: „Kampf der Reisigen und Fußknechte“
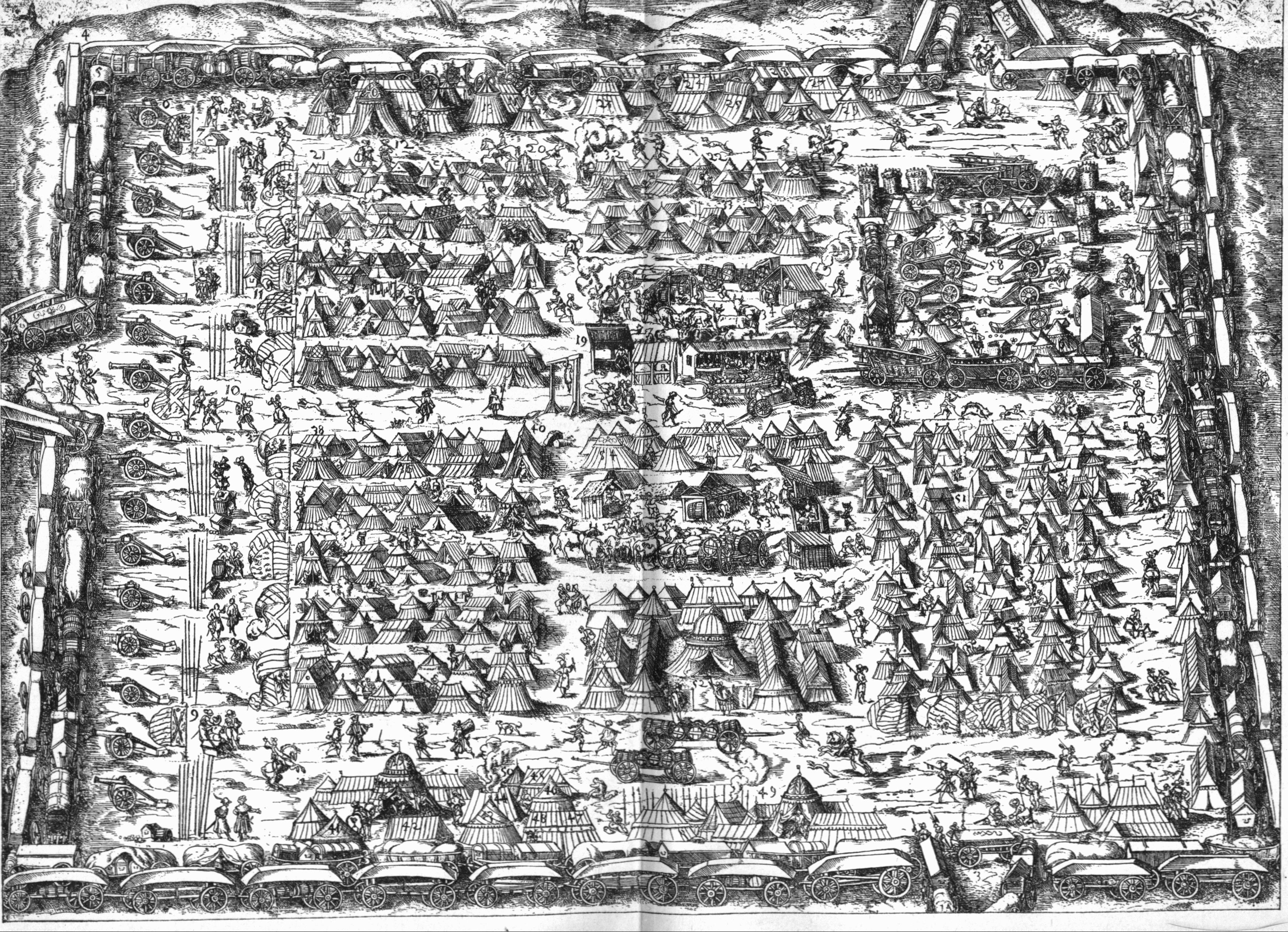
Das mit Geschützen und einer Wagenburg gesicherte Feldlager

Die Formation der Landsknechtregimenter orientierte sich zunächst stark an den annähernd quadratischen Harste oder Gewalthaufen der Schweizer, die mehrere tausend Mann umfassen konnten. Weder militärisches Exerzieren noch feste Marschordnungen waren bekannt, daher bildete Georg von Frundsberg seine Landsknechthaufen gezielt nach eigenen Erfahrungen aus. Dazu das Teilen in Vorhut, Hauptmacht und Nachhut, das Ansetzen der Spieße zum Stoß, das Bereitstellen der Schützen zum Feuerüberfall oder das Ausmachen von Schwachpunkten in der Kampfaufstellung des Feindes.
Zu Beginn des Gefechts traten die Arkebusiere vor und schossen Lücken in die gegnerischen Formationen. In Ladepausen und bei Beginn des Nahkampfes traten die Arkebusiere in das Geviert zurück und wurden von den Pikenieren geschützt. Nun drang der „Verlorene Haufen“ – etwa 1/5 bis 1/10 der Gesamtstärke des Regiments focht unter dessen roter Blutfahne – auf den Gegner vor, um die Kampfformation des Gegners im ersten Zusammenprall zu erschüttern. Solche Todeskommandos aus Freiwilligen, verurteilten Straftätern und ausgelosten Landsknechten, oft nur mit Katzbalger und Zweihändern ausgerüstet, dienten als Vorausabteilung beim Angriff, aber auch als Nachhut beim Rückzug.
Dem verlorenen Haufen folgte als Hauptstreitmacht der „Helle Haufen“. In den ersten Reihe kämpfte der Hauptmann mit seinen erfahrenen und gut gepanzerten Doppelsöldnern, darunter eine Elite von Zweihandschwertkämpfern, seltener auch Rondartschieren oder Tartschenieren mit Kurzspieß und rundem Schild, die als „Gassenhauer“ Breschen in die feindlichen Linien schlugen. Am linken und rechten Flügel hielten der Feldwebel und die beiden Gemeinwebel die Aufstellung der etwa 18 Mann tiefen und breiten gevierten Ordnung zusammen. Im Zentrum des Gevierthaufens schwenkte der Fähnrich hoch gestreckt die Fahne als weit sichtbares Feldzeichen, um das sich der buntgemischte Landsknechthaufen im Schlachtgetümmel immer wieder scharte. Dem Fähnrich war befohlen,

„Leib und Leben bei demselben [Anm.: der Fahne] zu lassen, also, wenn Ihr werdet in die Hand geschossen, darinnen Ihr das Fähnlein traget, dass Ihr es in die andere Hand nehmet, oder werdet Ihr an derselben Hand geschädigt, dass Ihr das Fähnlein in’s Maul nehmet und fliegen lasset. Sofern Ihr aber von dem Feinde überrungen werdet, so sollt Ihr Euch darein wickeln und Leib und Leben drinnen lassen.“

In der Nähe der Fahne schritten Feldpfeifer und Trommler, die den Schlachtenlärm übertönende Befehlssignale weiter gaben.
Beim Zusammenprall der gegnerischen Gewalthaufen entstand ein gewaltiges Drängen, Hauen und Stechen. Mann an Mann fest aneinandergepresst, fast ohne die Waffe gebrauchen zu können, verkeilten sich die vordersten Glieder. Waren diese gut gerüstet, so zerbrachen beim ersten Anprall zum Teil die Spieße, wurden in die Luft abgedrängt oder glitten trotz der eingeritzten Kerben rückwärts den Knechten durch die Hand. Stürzte das erste Glied zu Boden, so drangen das zweite und dritte Glied vor, und die hinteren Glieder drückten und drängten nach. Jedes Zurückweichen musste verhindert werden, fliehende Kameraden wurden erschlagen. Gelang es schließlich, den Gegner im heftigen Zusammenprall durch Schieben und Drücken zurückzudrängen und in dessen Rückwärtsbewegung dessen Ordnung aufzubrechen, dann gab es kein Halten mehr, der Gegner wurde nieder gemacht und über den Haufen gerannt.

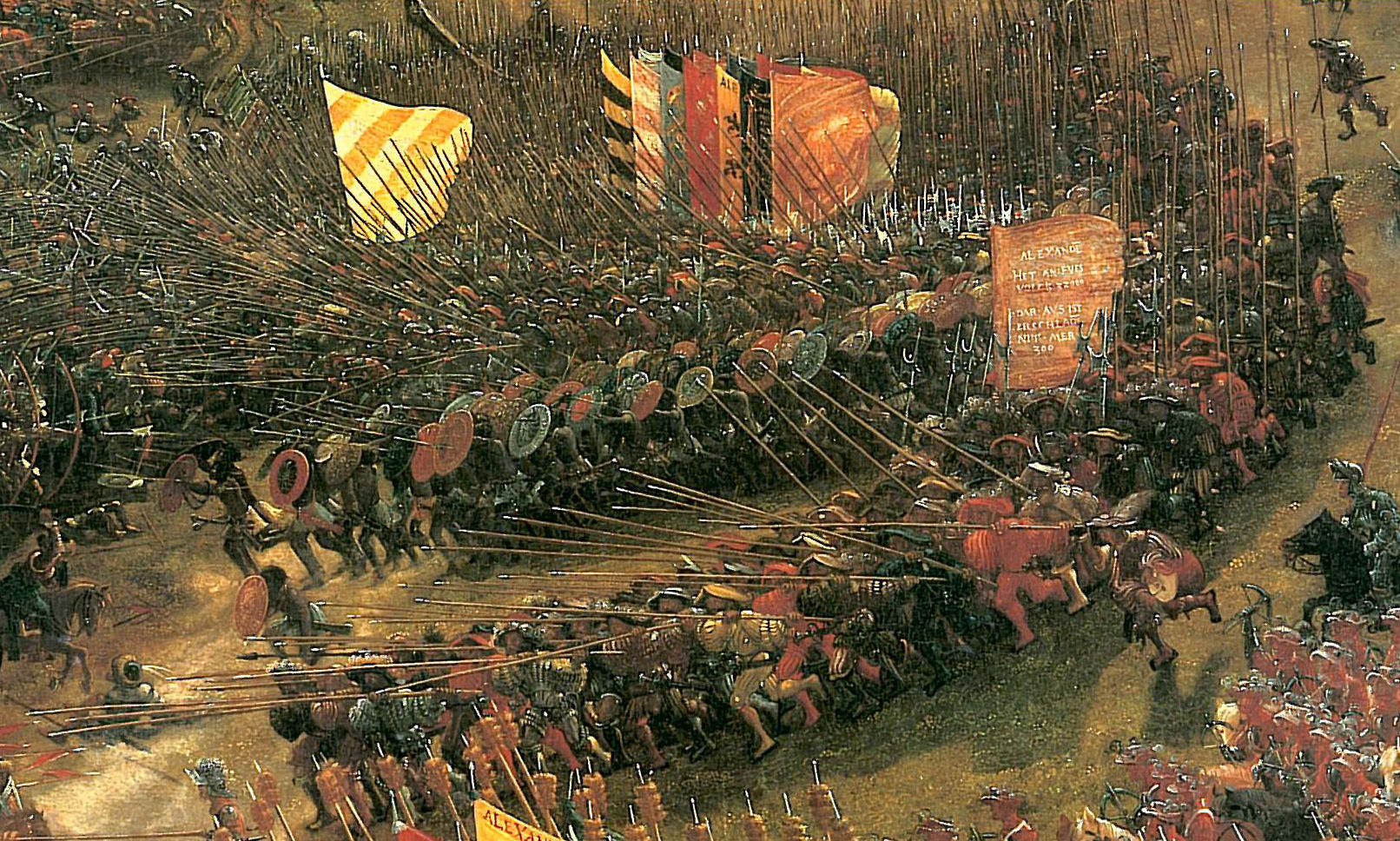
Landsknechte im Gefecht (Bildausschnitt aus Albrecht Altdorfers Gemälde „Alexanderschlacht“)

Drohte die Umzingelung des Gevierthaufens durch gegnerische Truppen, bildeten die Landsknechte den kreisförmigen „Igel“, auch „Rädlein“ genannt. Dabei zogen sich die Arkebusiere hinter die Pikeniere zurück, die mit aufgestützter Waffe den Angriff abwarteten.
Als fester Stützpunkt, Verteidigungsstellung und Zufluchtsort diente zudem nach hussitischem Vorbild die Wagenburg.
Wichtigste Unterstützungswaffe der Gewalthaufen war die Artillerie. Kam sie rechtzeitig und gut aufgestellt zum Schuss, so schlugen deren massive Eisenkugeln tiefe Breschen in die dichtgedrängten feindlichen Kampfhaufen. Allerdings erlaubten die umständlichen Ladevorgänge kein Schnellfeuer. Richtmittel und ballistische Kenntnisse waren unzureichend, und die Treffergenauigkeit der schwerfälligen Geschütze gegen bewegliche Ziele war schlecht. Wenn die gegnerischen Gewalthaufen Deckung fanden oder das Feuer im Angriff unterliefen, so drohten die wertvollen Geschütze in die Hand des Gegners zu fallen, zumal die Artillerie unbeweglich, schwerfällig und im beweglichen Gefecht verwundbar war. So brauchte man zum Transport eines Geschützes bis zu zehn Pferde. Als Kaiser Maximilian im Jahre 1507 ins Feld rückte, soll nur die Hälfte seiner Artillerie bespannt gewesen sein, so dass die Gespanne nach dem in Stellung bringen der ersten Hälfte wieder umkehren und die zweite Hälfte der Geschütze vorbringen mussten. Der Gefechtswert der Artillerie war daher vor allem in längeren Stellungsgefechten und bei Belagerungen deutlich höher.
Die Landsknechtführer perfektionierten die Kampftaktik insbesondere nach dem Vorbild des spanischen Feldherren Gonzalo Fernández de Córdoba y Aguilar. Dieser hatte bereits 1495 2.000 Landsknechte von Maximilian I. erhalten, um mit ihrer Hilfe die spanische Infanterie zu reformieren. Tatsächlich erlangte die spanische Infanterie innerhalb weniger Jahre einen herausragenden Ruf. Zu den Reformen von Córdoba zählte die Entwicklung der so genannten Tercio-Formation, die auch als „Spanisches Viereck“ bekannt war. Dabei wurde der Gevierthaufen verkleinert, so dass er sich besser manövrieren ließ. Zum Schutz der Flanken und zur Erhöhung der Feuerkraft postierten sich an den Ecken des Gevierthaufens Arkebusiere. Die so entstandenen Tercios verteilten sich schachbrettartig auf dem Schlachtfeld, um sich gegenseitig Feuerschutz geben zu können. Bis in den Dreißigjährigen Krieg hinein kämpften die Fußsoldaten der meisten europäischen Armeen in dieser quadratisch-symmetrischen Schlachtaufstellung.

## Lebensumstände

### Gesellschaftliche Herkunft und Stellung
Bei den Landsknechten handelte es sich oft um einfache Bauernsöhne, Handwerker und Gesellen und Kleinkriminelle, die sich von dem relativ hohen Sold und etwaigen Plünderungen Wohlstand erhofften, aber auch um junge Adelssöhne, die von der Erbfolge ausgeschlossen waren. Sollten ursprünglich nur ausdrücklich unbescholtene und ehrliche Männer geworben werden, stellte man später jedes Gesindel ein. Die Bevölkerung misstraute ihnen und fürchtete sie. In deutschen Kreuzigungsgemälden des 16. Jahrhunderts war es üblich, die römischen Soldaten als Sinnbild der Unmoral und Gotteslästerlichkeit nach dem Bild der Landsknechte darzustellen. Sebastian Franck beschrieb sie in seiner Chronica des gantzen Teutschen lands, aller Teütschen […]. entsprechend:

„Es ist durch die bank hindurch alweg und alzeit ein böss unnütz volk, nit wenige dann münch und pfaffen. Ist es im krieg, so ist under tausend kaum einer an seinem sold begnuegig, sunder stechen, hawen, gotslestern, huoren, spielen, morden, brennen, rauben, witwen und weisen machen, ist ir gemein handwerk und höchste kurzweil.“

Die Landsknechte lebten mal im Überfluss, dann wieder in Armut und Elend. Mangelte es ihren Kriegsherren am nötigen Geld, so nahmen sich die Landsknechte gewaltsam, was sie brauchten. Nach ihrer Entlassung, von ihren militärischen Pflichten entbunden und ihrem Schicksal überlassen, galten sie kaum mehr als Landstreicher und rotteten sich hungrig und unzufrieden umherstreifend zusammen, zogen „gartend“  (vergarten: versammeln, vergattern), d. h. bettelnd oder plündernd durchs Land, worunter vor allem die bäuerliche Bevölkerung zu leiden hatte. Diese bandenweise auftretenden Gartbrüder wurden zur Plage und verheerten ganze Landstriche. Entsprechend schrieb Sebastian Franck weiter:

„Kummen sie denn nach dem kreg mit dem bluotgeld und schweiss der armen heim, so machen sie ander leut mit inen werklos, spacieren müessig in der statt creuzweiss umb mit jedermann ärgernus, und sind niemand nicht nutz denn den würten und stellen sich, als sei inen geboten, sie sollen eilends wider verderben. Die andern, denen die beut nicht geraten ist, laufen daussen auf der gart um, das zuo Teutsch bettlen heisst, des sich ein frommer heid, will geschweigen ein christ, in sein herz hinein schämt.“

Philipp Herzog von Kleve warnte:

„Von gemeynen knechten […] waiß ich nichts besseres, wann das ain Jeder herr sich vor Inen, alls vil Jm mueglich, huete, wann er aber sy uß unvermeidlicher notturft haben muss, alßdann betzal er sy wol, gebrauch sy nach der hant, und straff die verbrechen ubel.“

Neben die soziale Randstellung der Landsknechte trat ihre äußerst geringe Lebenserwartung. Bereits eine leichte Verletzung im Kampf konnte eine Wundinfektion zur Folge haben, die zum Tod des Betroffenen führte. Eine nennenswerte medizinische Versorgung oder gar Lazarette existierten nicht. Hinzu kamen Seuchen, die vor allem bei längeren Belagerungen zahlreiche Menschen dahinrafften. Auch Geschlechtskrankheiten waren äußerst verbreitet. Eine zeitgenössische Redensart wies nicht zu Unrecht darauf hin, dass man nur selten alte Landsknechte sieht. Kriegsversehrten blieb nur ein Leben als Bettler.
Hans Sachs dichtete:

„Wilder Leute hab ich nie gesehen. / Ihre Kleider aus den wildesten Sitten, / Zerflammt, zerhauen und zerschnitten. / Einsteils ihr Schenkel blecken (entblößen) täten, / Die andern groß weit Hosen hätten, / Die ihnen bis auf die Füß herabhingen, / Wie die gehosten Tauber gingen. / Ihr Angesicht schrammet und knebelbartet, / Auf das allerwildest geartet; / In summa: wüst aller Gestalt, / Wie man vor Jahren die Teufel malt.“

### Landsknechtmode

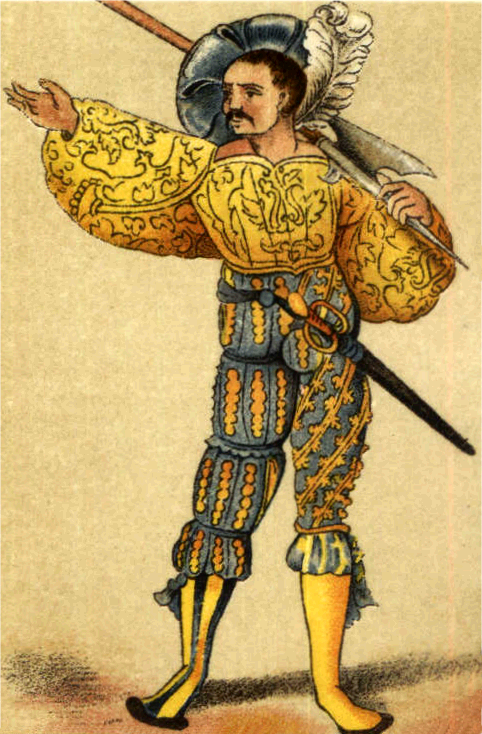
Landsknecht 1530

Landsknecht im Wappen von Tafers

Landsknechte drückten ihre Verwegenheit durch extravagantes, provozierendes Erscheinungsbild aus. Ihre äußerst bunte Bekleidung bestand aus gepufften und geschlitzten Hemden und Hosen, zu denen sie eine Bundhaube bzw. schräg darüber ein breitkrempiges mit Federn und Wollbüschen bunt geschmücktes Barett aufsetzten. An den Füßen trugen sie die nach ihrer Form benannten Kuhmaulschuhe. Da es keine Uniformen gab, unterschieden sich die Knechte im Kampf an einem Band bestimmter Farbe, das quer über der Brust getragen wurde. Um sich von Zivilpersonen zu unterscheiden, galt das Reisig als Erkennungszeichen des bewaffneten Haufens. Die kaiserlichen Truppen Österreichs trugen ein Tannenzweiglein als Reisig weit bis nach dem Dreißigjährigen Krieg. Noch im Ersten Weltkrieg war das Tannenzweiglein Symbol des österreichischen Militärs, die ungarischen Grenztruppen trugen es noch bis zum Ende des Zweiten Weltkrieges.
Typisch waren auch das vor der Brust verschnürte Lederwams und bunt gefärbte Strümpfe. Der Ursprung der geschlitzten Mode ist unklar. So wird vermutet, dass die enge Kleidung des späten 15. Jahrhunderts im Kampf äußerst hinderlich war. Die Landsknechte schlitzten sie deshalb auf, banden sich Stofffetzen um die Ärmel und ließen die dicken Unterstoffe herauspludern. Beliebt war auch zweifarbig geteilte Kleidung, „Mi-Parti“ genannt. Die auffällige gepuffte und geschlitzte Kleidung der Landsknechte, die eine imponierende Wirkung erzielen sollte, widersprach der strengen ständisch-orientierten Kleiderordnung und wurde in Bürgertum und Adel als Anmaßung betrachtet. Auf Initiative Maximilians I. billigte ihnen der 1503 tagende Reichstag zu Augsburg jedoch das Recht zu, sich nach eigenem Gutdünken zu kleiden. Die Bekleidung orientierte sich an venezianischen, französischen und spanischen Einflüssen, war jedoch absolut uneinheitlich. Lediglich die Offiziere waren meist durch eine bunte Schärpe erkennbar. Gelegentlich schnitten sich die „Spießer“ oder „Spießgesellen“ ihr Beinkleid dicht über dem linken Knie ab, um die Pike besser handhaben zu können und den Stolz auf ihren Stand kundzutun. Der Hosenlatz der meisten Landsknechte suggerierte ein besonders großes Geschlechtsteil, was insbesondere Geistliche mit Entsetzen zur Kenntnis nahmen. Die Mode der Schamkapseln geht auf die Landsknechte zurück, die ihren Hosenlatz als Erste auspolsterten. Die Kleidung der Landsknechte beeinflusste darüber hinaus auch die zivile Mode des damaligen Europas und wurde sogar mit gepufften und geschlitzten Paraderüstungen nachgebildet.

## Bekannte Landsknechte und Landsknechtführer

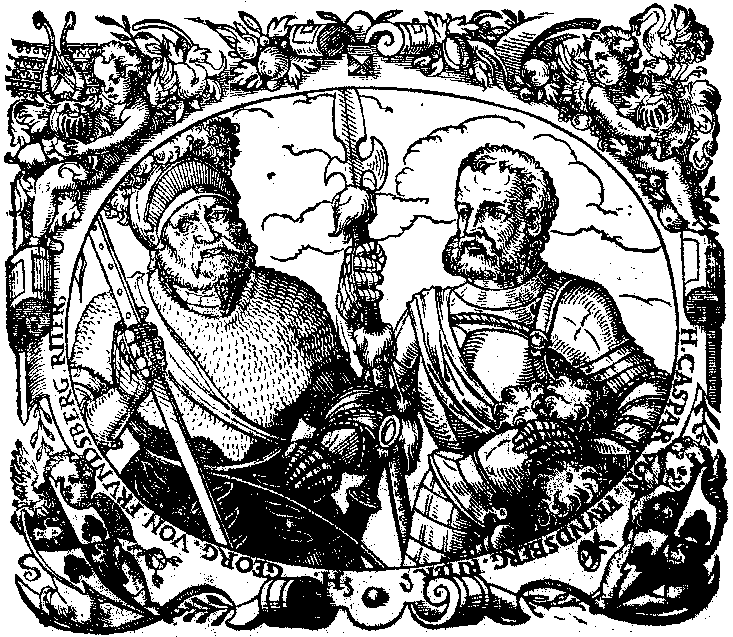
Georg von Frundsberg (links) und sein Sohn Caspar. Darstellung aus der 2. Auflage seiner Lebensbeschreibung aus dem Jahr 1572.
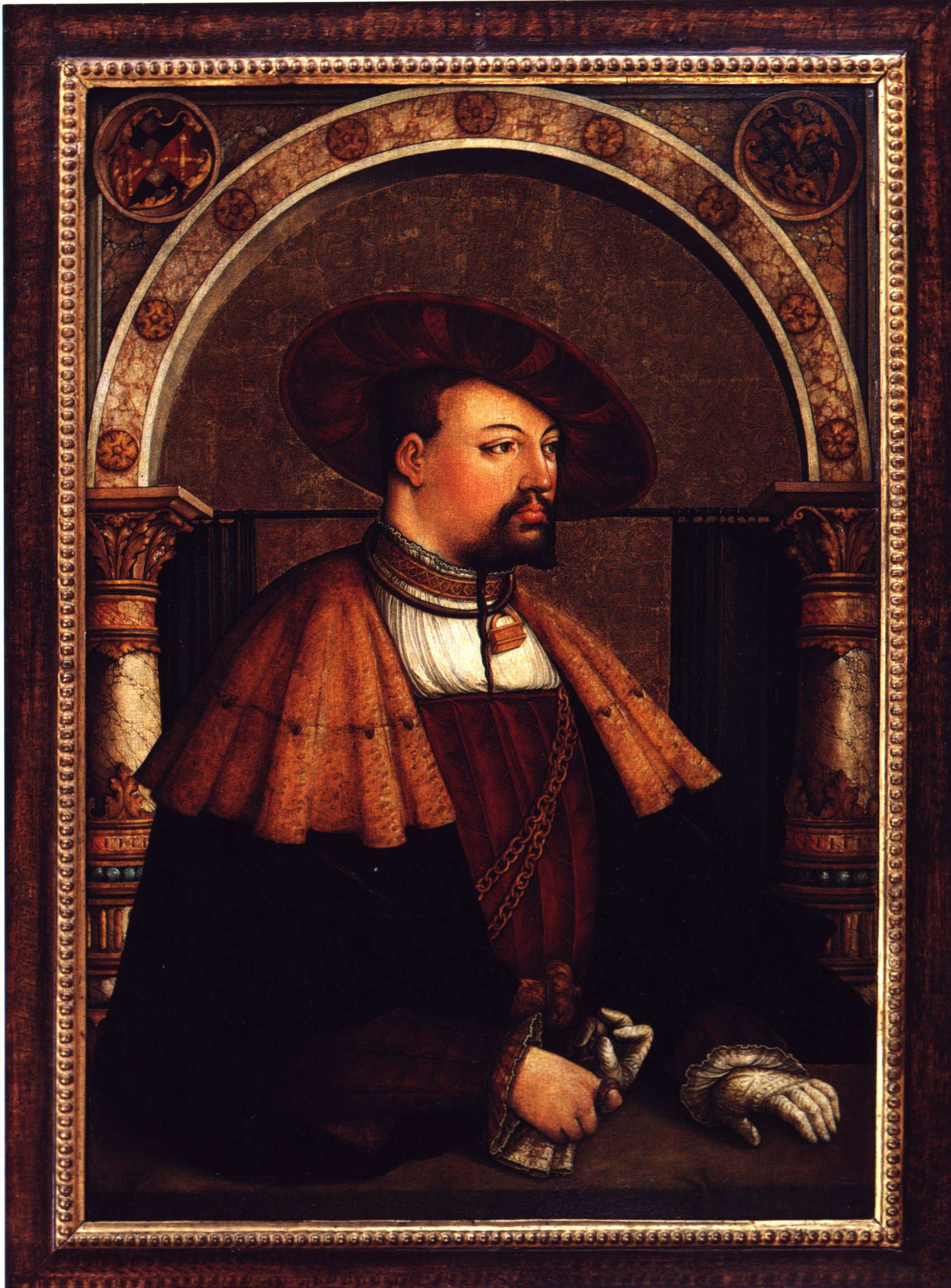
Graf Eitelfritz III. von Zollern
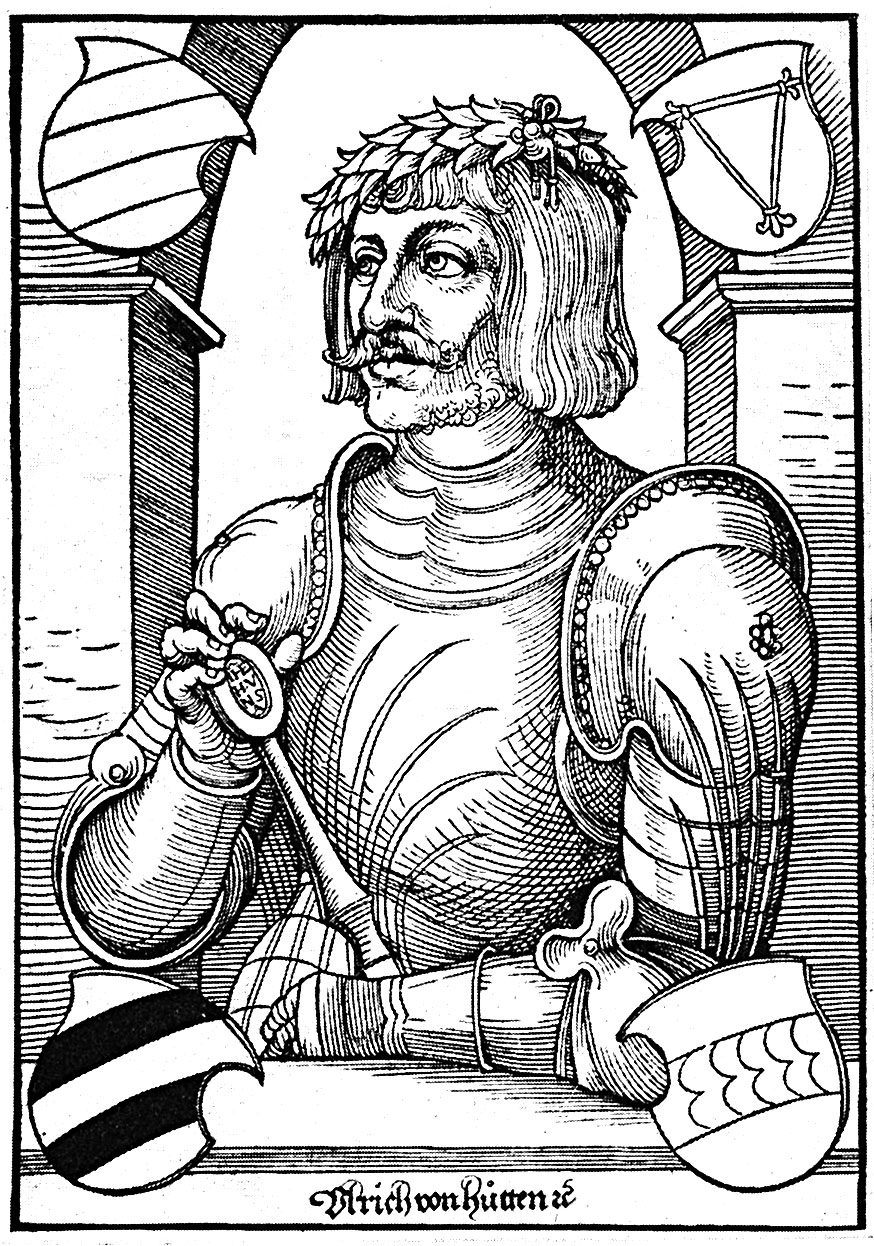
Ulrich von Hutten
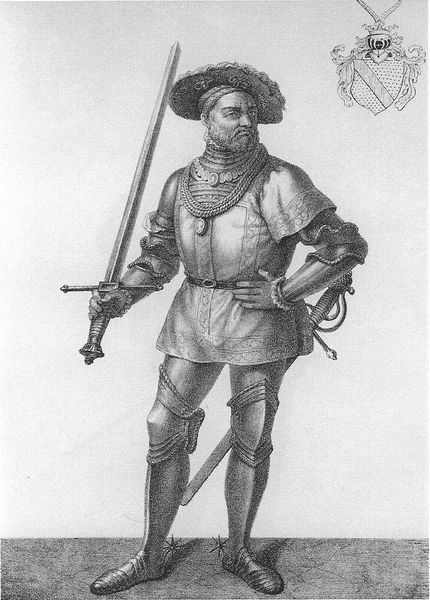
Ernst I. von Baden-Durlach

- Götz von Berlichingen, der „Ritter mit der eisernen Faust“
- Konrad von Boyneburg, der „kleine Hesse“
- Erich II. von Braunschweig-Calenberg
- Asche von Cramm, Freund Martin Luthers
- Marx Sittich von Ems, der „Bauernschlächter“
- Joß Fritz
- Leonhard Fronsperger, bedeutendster deutscher Militärschriftsteller des 16. Jahrhunderts, Feldgerichtsschultheiß unter Kaiser Maximilian II.
- Georg von Frundsberg, der „Vater der Landsknechte“
- Kaspar von Frundsberg,
- Peter Füssli
- Florian Geyer, der Anführer der aufständischen Tauberbauern
- Jörg Graff
- Peter Hagendorf
- Graf Eitelfritz (Eitel Friedrich) II. von (Hohen-)Zollern, der erste Feldhauptmann der Landsknechte und
- dessen Sohn Graf Eitelfritz (Eitel Friedrich) III. von (Hohen-)Zollern
- Georg von Holle
- Hans Walther von Hürnheim
- Reichsritter Ulrich von Hutten, patriotischer Humanist und Dichter
- Hans Wilhelm Kirchhof
- Thomas Maier
- Remigius Mans, genannt der „Riese Romäus“
- Hilmar von Münchhausen
- Graf Engelbert von Nassau, erster Statthalter der Grafschaft Holland
- Georg Niege
- Eberhard Ovelacker
- Ludwig Pfyffer von Altishofen
- Wilhelm von Rogendorf
- Jäcklein Rohrbach, Rebell und Bauernführer
- Claus von Rottorp
- Niklas Graf Salm
- Sebastian Schertlin von Burtenbach, Oberkommandant des Fußvolks des Reichsheeres
- Ulrich Schmidl, ein Abenteurer und Konquistador
- Franz von Sickingen, der Anführer im pfälzischen Ritterkrieg
- Reinhard zu Solms, Heerführer, Militäringenieur und Militärtheoretiker
- Thomas Slentz, der Führer der „Schwarzen Garde“
- Hans Staden
- Sebastian Vogelsberger
- Georg Truchsess von Waldburg-Zeil bekannt als Bauernjörg
- Lupold von Wedel
- Hans Wild
- Christoph von Wrisberg